# Saison 2013-2014 du Paris Saint-Germain
Maillots
Chronologie
Saison précédente Saison suivante
La saison 2013-2014 du Paris Saint-Germain est la 44e saison de son histoire et la 40e consécutive du club de la capitale en première division.

Cette saison fait suite au troisième titre de champion remporté par le club dans son histoire après 1986, 1994 et 2013.
Laurent Blanc, ancien sélectionneur de l'Équipe de France masculine de football et ancien entraîneur des Girondins de Bordeaux où il y réalise le doublé Championnat de France et Coupe de la Ligue en 2009 est l'entraîneur du Paris-Saint-Germain. Son jeu est porté sur la possession du ballon et un dispositif tactique en 4-3-3. L'entraîneur parisien se fixe comme objectif de faire mieux que la saison précédente.
Lors de cette saison, le PSG défend son titre de champion de France 2013, premier depuis 1994, dans le Championnat de France 2013-2014. Il fait également son entrée en Coupe de France 2014 en trente-deuxième de finale en tant qu'équipe de première division mais est éliminé en seizièmes de finale par Montpellier HSC. Il participe aussi à la Coupe de la Ligue 2014 dès les huitièmes de finale, le PSG la remporte le 19 avril 2014 contre l'Olympique lyonnais. Enfin, il est qualifié pour la Ligue des champions de 2013-2014, sa sixième campagne dans son histoire, où il est éliminé en quarts de finale par Chelsea, pour la deuxième fois consécutive.

## Avant-saison

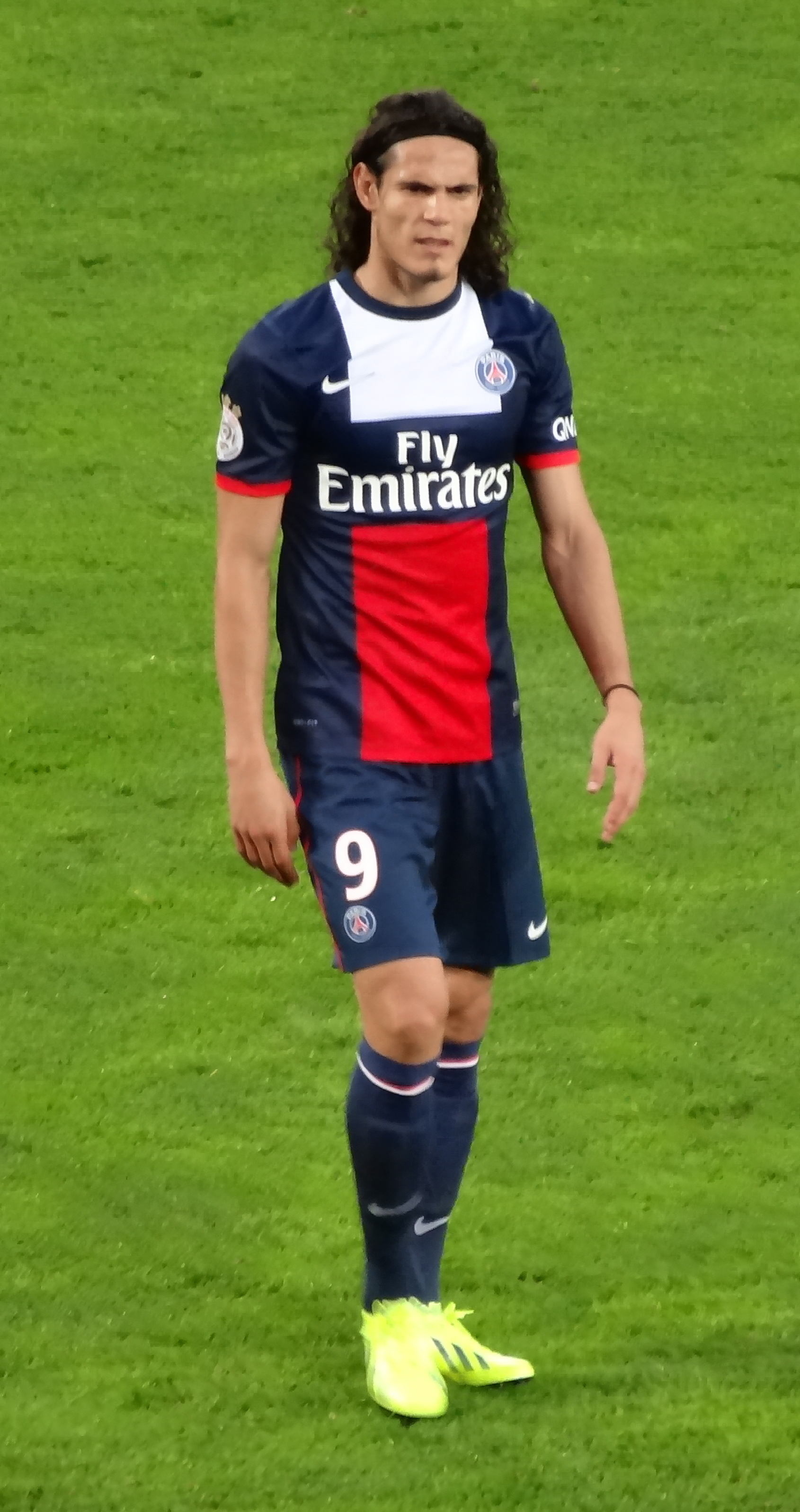
Le PSG recrute Edinson Cavani pour 63 millions d'euros, le plus gros transfert de l'histoire de la Ligue 1 et la 6e du football mondial.

Les préparatifs de la saison 2013-2014 démarrent assez tôt du côté des rouges et bleus. Dès le 22 février 2013, le club dévoile son nouveau logo qui sera inauguré à partir de la saison prochaine. Ce changement visuel s'expliquerait, selon Nasser Al-Khelaïfi, par la volonté de « faire du Paris Saint-Germain une des plus grandes marques mondiales de sport ».
Le 30 mai, à la suite des heurts survenus à la fin du match PSG – Valenciennes, la Commission de Discipline de la LFP juge coupable le directeur sportif Leonardo de « bousculade volontaire sur l'arbitre dans le couloir des vestiaires à l'issue de la rencontre », et décide de lui infliger une suspension de neuf mois ferme de banc de touche, de vestiaire d'arbitres et de toutes fonctions officielles. La commission décidera aussi de sanctionner le PSG d'un retrait de trois points avec sursis pour la saison 2013-2014. Le club jugeant cette décision comme « infondée et extrêmement sévère » décidera de faire appel. La sanction est alors alourdie par la commission supérieure d'appel de la Fédération française et passe ainsi de neuf à quatorze mois,. Leonardo décide alors de quitter le club.
Lors de la remise des trophées de l'UNFP du football, le 19 mai, l'entraîneur Carlo Ancelotti annonce publiquement son intention de quitter le Paris Saint-Germain à la fin de la saison, malgré une dernière année de contrat restante. Cette décision se heurtera au refus des dirigeants parisiens de libérer le coach italien. S'ensuivra un long silence médiatique de la part des deux protagonistes, laissant la presse et les supporters parisiens spéculer sur l'issue du conflit et sur l'identité du futur entraîneur du Paris Saint-Germain. Après avoir approché des entraîneurs comme Arsène Wenger, Guus Hiddink, Fabio Capello ou encore André Villas-Boas, le club parisien trouve un accord avec Laurent Blanc. Il est officialisé le 25 juin et signe un contrat de deux années, tandis qu'Ancelotti signe en faveur du Real Madrid le même jour. Blanc est présenté en compagnie du président le 27 juin. Il annonce notamment la venue de Jean-Louis Gasset comme entraîneur adjoint, et les objectifs qui sont de faire encore mieux que la saison précédente aussi bien qu'en termes de titre que de jeu.
David Beckham prend sa retraite sportive. Le match PSG-Brest du 18 mai, est alors l'occasion pour le joueur anglais de disputer le dernier match de sa carrière au Parc des Princes. Cette rencontre sera aussi l'occasion pour le club de dévoiler le maillot domicile de la saison 2013-2014. Le Stade rennais déclare avoir trouvé un accord avec Sylvain Armand. Après neuf saisons passées à Paris, Sylvain s'engage avec son nouveau club le 26 juin pour deux ans. Siaka Tiéné, arrivé au terme de son contrat, signe en faveur du Montpellier HSC pour deux ans. Loïck Landre est libéré de sa dernière année de contrat puis signe au RC Lens. Kevin Gameiro est transféré au Séville FC pour une somme de 8,5 millions d'euros,. Diego Lugano est transféré gratuitement au club anglais de West Bromwich Albion.
Edinson Cavani, l'attaquant uruguayen du SSC Naples meilleur buteur de Serie A la saison passée, rejoint Paris pour 5 ans et 63 millions d'euros. Il est suivi par deux jeunes défenseurs, le latéral gauche français du Lille OSC tout juste champion du monde des moins de 20 ans Lucas Digne pour 5 ans et 13 millions d'euros plus 2 en bonus, et l'arrière central brésilien de l'AS Rome Marquinhos pour 5 ans et 31,4 millions d'euros.
Le club officialise la signature de quatre jeunes joueurs issus de son centre de formation. Antoine Conte, Mike Maignan, Youssouf Sabaly, Hervin Ongenda et Jordan Ikoko se sont vus parapher leur premier contrat professionnel d'une durée de trois ans,,. Zoumana Camara, alors âgé de 34 ans, prolonge son contrat d'un an. Marco Verratti et Thiago Silva prolonge eux aussi leur contrat d'un an,.
Le jeune attaquant Jean-Christophe Bahebeck est prêté sans option d'achat au Valenciennes FC pour une saison,. Alphonse Areola est prêté au RC Lens, formation de Ligue 2 où il retrouve Antoine Kombouaré, l'ancien coach parisien qui lui avait fait signer son premier contrat pro en 2009. Jordan Ikoko est prêté à l'US Créteil-Lusitanos, club tout juste promu en Ligue 2 Antoine Conte est prêté au Stade de Reims. Clément Chantôme est quant à lui prêté au Toulouse FC.

### Tableau des transferts
| Nom                      | Nationalité   | Poste     | Transfert                         | Provenance/Destination        | Division       |
| ------------------------ | ------------- | --------- | --------------------------------- | ----------------------------- | -------------- |
| Arrivées                 |               |           |                                   |                               |                |
| Edinson Cavani           | Uruguay       | Attaquant | Transfert (63 millions d'euros)   | SSC Naples                    | Serie A        |
| Lucas Digne              | France        | Défenseur | Transfert (13+2 millions d'euros) | Lille OSC                     | Ligue 1        |
| Marquinhos               | Brésil        | Défenseur | Transfert (31,4 millions d'euros) | AS Rome                       | Serie A        |
| Antoine Conte            | France        | Défenseur | Premier contrat professionnel     | Paris Saint-Germain B         | CFA            |
| Mike Maignan             | France        | Gardien   | Premier contrat professionnel     | Paris Saint-Germain B         | CFA            |
| Youssouf Sabaly          | France        | Défenseur | Premier contrat professionnel     | Paris Saint-Germain B         | CFA            |
| Hervin Ongenda           | France        | Attaquant | Premier contrat professionnel     | Paris Saint-Germain B         | CFA            |
| Jordan Ikoko             | France        | Défenseur | Premier contrat professionnel     | Paris Saint-Germain B         | CFA            |
| Loïck Landre             | France        | Défenseur | Retour de prêt                    | GFC Ajaccio                   | Ligue 2        |
| Neeskens Kebano          | France        | Milieu    | Retour de prêt                    | SM Caen                       | Ligue 2        |
| Jean-Christophe Bahebeck | France        | Attaquant | Retour de prêt                    | ESTAC Troyes                  | Ligue 1        |
| Jean-Eudes Maurice       | Haïti         | Attaquant | Retour de prêt                    | Le Mans FC                    | Ligue 2        |
| Diego Lugano             | Uruguay       | Défenseur | Retour de prêt                    | Málaga CF                     | Liga BBVA      |
| Mohamed Sissoko          | Mali          | Milieu    | Retour de prêt                    | ACF Fiorentina                | Serie A        |
| Adrien Rabiot            | France        | Milieu    | Retour de prêt                    | Toulouse FC                   | Ligue 1        |
| Mathieu Bodmer           | France        | Milieu    | Retour de prêt                    | AS Saint-Étienne              | Ligue 1        |
| Départs                  |               |           |                                   |                               |                |
| David Beckham            | Angleterre    | Milieu    | Fin de contrat                    | Retraite                      | Retraite       |
| Sylvain Armand           | France        | Défenseur | Fin de contrat                    | Stade rennais                 | Ligue 1        |
| Siaka Tiéné              | Côte d'Ivoire | Défenseur | Fin de contrat                    | Montpellier HSC               | Ligue 1        |
| Ronan Le Crom            | France        | Gardien   | Fin de contrat                    | Retraite                      | Retraite       |
| Jean-Christophe Bahebeck | France        | Attaquant | Prêt                              | Valenciennes FC               | Ligue 1        |
| Alphonse Areola          | France        | Gardien   | Prêt                              | RC Lens                       | Ligue 2        |
| Youssouf Sabaly          | France        | Défenseur | Prêt                              | Évian Thonon Gaillard         | Ligue 1        |
| Jordan Ikoko             | France        | Défenseur | Prêt                              | US Créteil-Lusitanos          | Ligue 2        |
| Antoine Conte            | France        | Défenseur | Prêt                              | Stade de Reims                | Ligue 1        |
| Clément Chantôme         | France        | Milieu    | Prêt                              | Toulouse FC                   | Ligue 1        |
| Kevin Gameiro            | France        | Attaquant | Transfert (8,5 millions d'euros)  | Séville FC                    | Liga BBVA      |
| Diego Lugano             | Uruguay       | Défenseur | Transfert gratuit                 | West Bromwich Albion          | Premier League |
| Mamadou Sakho            | France        | Défenseur | Transfert (19+4 millions d'euros) | Liverpool FC                  | Premier League |
| Neeskens Kebano          | France        | Milieu    | Transfert                         | Royal Charleroi Sporting Club | Division 1     |
| Loïck Landre             | France        | Défenseur | Résiliation de contrat            | RC Lens                       | Ligue 2        |
| Mohamed Sissoko          | Mali          | Milieu    | Résiliation de contrat            | Levante UD                    | Liga BBVA      |
| Mathieu Bodmer           | France        | Milieu    | Transfert                         | OGC Nice                      | Ligue 1        |

| Nom          | Nationalité | Poste  | Transfert                         | Provenance/Destination | Division       |
| ------------ | ----------- | ------ | --------------------------------- | ---------------------- | -------------- |
| Arrivées     |             |        |                                   |                        |                |
| Yohan Cabaye | France      | Milieu | Transfert (20+5 millions d'euros) | Newcastle United       | Premier League |

### Préparation d'avant-saison
Une tournée estivale aura lieu en Suède dans le cadre de sa préparation pour la saison 2013-2014. Cette tournée est l'occasion de disputer deux matchs amicaux face au Hammarby IF le 23 juillet puis face au Real Madrid le 27 juillet.

## Compétitions
| Championnat de France | Ligue des champions                            | Coupe de France                                   | Coupe de la Ligue                           | Trophée des champions                          |
| --------------------- | ---------------------------------------------- | ------------------------------------------------- | ------------------------------------------- | ---------------------------------------------- |
| 1re place 89 points   | Quarts de finale face au Chelsea FC (3-1, 0-2) | Seizièmes de finale face au Montpellier HSC (1-2) | Vainqueur face à l'Olympique lyonnais (1-2) | Vainqueur face aux Girondins de Bordeaux (2-1) |
| 27V 8N 3D             | 7V 1N 2D                                       | 1V 0N 1D                                          | 4V 0N 0D                                    | 1V 0N 0D                                       |
| TOTAL: 40V 9N 6D      |                                                |                                                   |                                             |                                                |

### Trophée des champions
Le Trophée des champions 2013 est la 18e édition du Trophée des champions, compétition ne comptant qu'un seul match et organisée par la Ligue de football professionnel (LFP) depuis 1995, qui oppose le champion de France au vainqueur de la Coupe de France. Depuis 2009, la LFP a décidé d'expatrier à l'étranger cette compétition, après les États-Unis en 2012, la compétition a lieu cette saison au stade de l'Amitié à Libreville au Gabon.
La rencontre oppose donc le Paris Saint-Germain, champion de France 2012-2013, aux Girondins de Bordeaux, vainqueur de la Coupe de France 2012-2013. Les règles du match sont les suivantes : la durée de la rencontre est de 90 minutes puis en cas de match nul, une séance de tirs au but est réalisée pour départager les équipes. Trois remplacements sont autorisés pour chaque équipe.
Ce sont les Girondins qui ouvrent la marque, Nicolas Maurice-Belay depuis le côté gauche centre en direction de Henri Saivet qui parvient à tromper Sirigu d'une tête piquée. Mené au score, Laurent Blanc fait rentrer à 20 minutes de la fin Coman, Verratti et Ongenda. Coaching gagnant puisque le jeune Hervin Ongenda, servi par Ibrahimović d'une balle piquée au-dessus de la défense, égalise. En toute fin de match, les Parisiens obtiennent un coup franc à 35 mètres des cages bordelaises. Tiré par Lucas, c'est Alex qui s'élève dans les airs et parvient à inscrire le but de la victoire sur le fil. Les joueurs parisiens soulèvent ainsi le Trophée des champions devant les 34 658 spectateurs gabonais présents pour ce match.

### Championnat
La Ligue 1 2013-2014 est la soixante-quinzième édition du championnat de France de football et la douzième sous l'appellation « Ligue 1 ». La division oppose vingt clubs en une série de trente-huit rencontres. Les meilleurs de ce championnat se qualifient pour les coupes d'Europe que sont la Ligue des Champions (le podium) et la Ligue Europa (le quatrième et les vainqueurs des coupes nationales). Le Paris Saint-Germain participe à cette compétition pour la quarantième-et-unième fois de son histoire et la quarantième depuis la saison 1974-1975.
Les relégués de la saison précédente, l'AS Nancy-Lorraine, l'ESTAC Troyes et le Stade brestois 29, sont remplacés par l'AS Monaco, champion de Ligue 2 en 2012-2013 après deux ans d'absence, l'EA Guingamp, 10 ans après sa dernière participation au plus haut niveau national, et le FC Nantes, relégué en Ligue 2 lors de la saison 2006-2007.

#### Journées 1 à 5
Pour le premier match de la saison, les parisiens se déplacent au stade de la Mosson pour jouer le match d'ouverture du championnat face au Montpellier HSC. Les pailladins ouvrent le score dès la dixième minute : profitant d'un tir d'Emanuel Herrera contré, Rémy Cabella d'une balle piquée trompe Salvatore Sirigu. En seconde période, Javier Pastore trouve Zlatan Ibrahimović au point de penalty qui sert de la tête Maxwell au second poteau qui n'a plus qu'à pousser le ballon dans le but de Geoffrey Jourdren à l'heure de jeu. Malgré l'expulsion d'Abdelhamid El Kaoutari, Paris ne parvient pas à inscrire un deuxième but malgré les tentatives en fin de match des remplaçants Edinson Cavani et Adrien Rabiot.
Le PSG accueille ensuite l'AC Ajaccio au Parc des Princes, pour une rencontre incroyable où les joueurs parisiens toucheront par deux fois les montants adverses. Les ajacciens ouvrent le score par Benoît Pedretti dès la neuvième minute sur leur seule occasion du match. Malgré les nombreuses occasions pour le Paris Saint-Germain, butant face à un Guillermo Ochoa en très grande forme, c'est Edinson Cavani, servi par Hervin Ongenda, qui parvient à égaliser d'une frappe enroulée du gauche en fin de match.
Les Parisiens se déplacent ensuite à la Beaujoire pour affronter le FC Nantes, promu de Ligue 2.

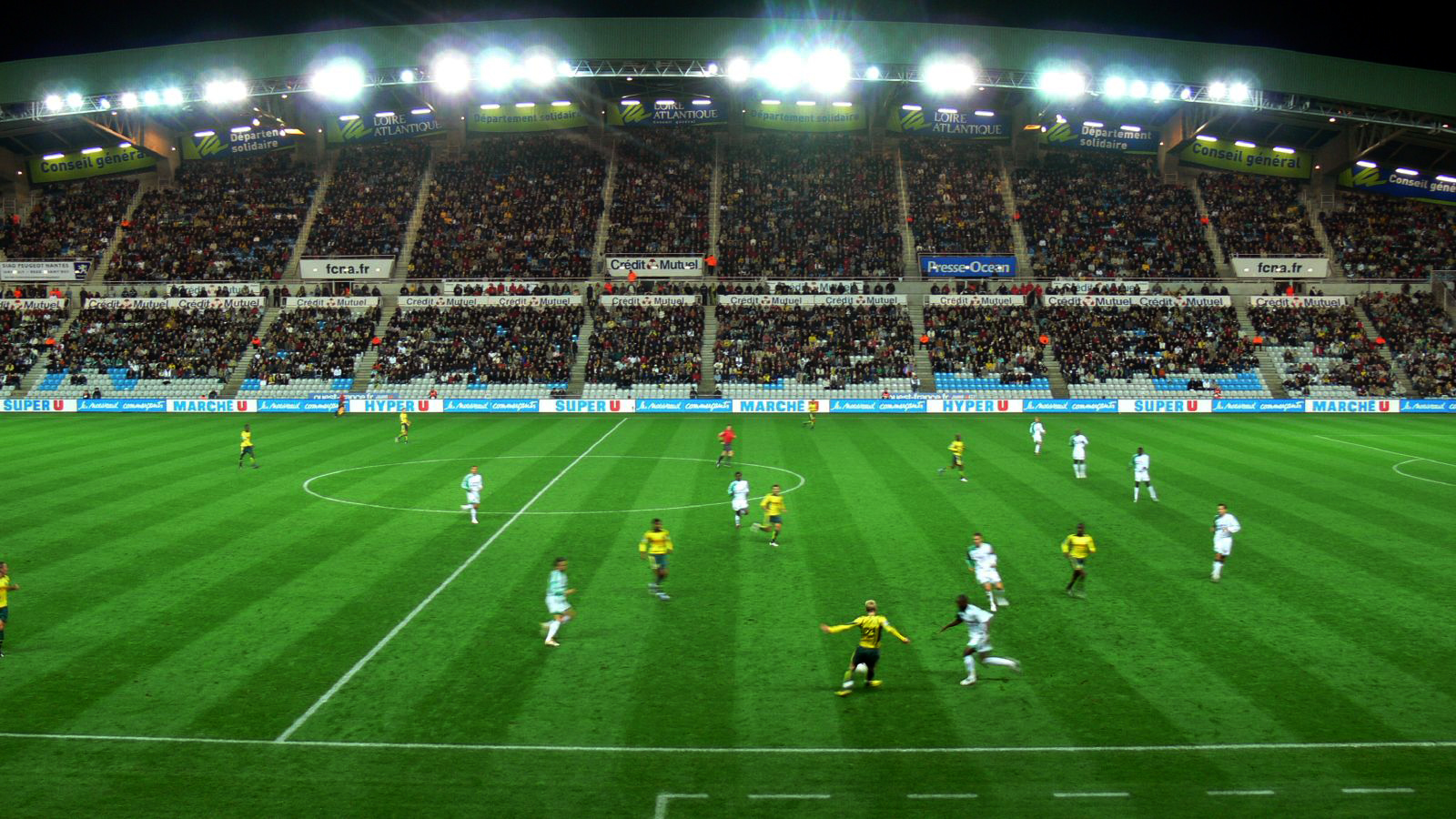
La Beaujoire, stade du FC Nantes, où les Parisiens remportent leur première victoire de la saison.

Le PSG ouvre le score à la 24e minute par Edinson Cavani grâce à une magnifique passe de Zlatan Ibrahimović. Mais, Nantes égalise à la 52e minute grâce à un but d'Alex contre son camp sur un corner. À la 73e minute, après une action dans la surface nantaise, Ezequiel Lavezzi redonne l'avantage aux parisiens qui récoltent ainsi leur première victoire de la saison.
Pour la 4e journée, le PSG reçoit l'EA Guingamp, également promu de Ligue 2, au Parc des Princes. Les guingampais résistent bien aux Parisiens qui se montrent souvent dangereux sur coups de pied arrêtés, mais Adrien Rabiot, dans le temps additionnel de la seconde période ouvre le score du genou à la suite d'un coup franc tiré par Thiago Motta. Deux minutes plus tard, Zlatan Ibrahimović se rajoute à la fête en marquant le deuxième but, ce qui lui permet de débloquer son compteur.
Le PSG se déplace ensuite au stade Chaban-Delmas pour retrouver les Girondins de Bordeaux, adversaire que les parisiens avaient battu lors du Trophée des champions. Blaise Matuidi ouvre le score à la 30e minute à la suite d'un caviar de Zlatan Ibrahimović. À la 64e minute, Lucas, lancé dans le dos de la défense par Marco Verratti, double la mise pour le PSG, et valide ainsi une nouvelle victoire pour les parisiens.
À l'issue de la 5e journée, le PSG pointe à la troisième place, à deux points du leader, l'AS Monaco.

#### Journées 6 à 10
Pour le choc de la choc de la 6e journée, les Parisiens reçoivent au Parc des Princes le leader du championnat, l'AS Monaco. Les Monégasques se font surprendre dès la 5e minute par un centre de Maxwell au point de penalty sur son ami Zlatan Ibrahimović qui n'a plus qu'à reprendre du pied droit pour pousser ce ballon au fond des buts. À la 15e minute, le capitaine parisien Thiago Silva est touché à la cuisse droite et est contraint de céder sa place à Zoumana Camara. Quelques minutes plus tard, à la 20e minute, Radamel Falcao en renard des surfaces égalise pour Monaco à la suite d'un mauvais dégagement du PSG sur un corner. Le score ne va plus bouger, et Paris ne parvient pas à dépasser Monaco qui reste leader du championnat.
Le PSG se déplace ensuite au stade du Hainaut pour affronter Valenciennes. Au terme d'un match assez compliqué pour les Parisiens, Edinson Cavani inscrit le seul but de la rencontre au bout du temps additionnel de la première période sur un décalage réalisé par Ibrahimovic.
Les Parisiens accueillent Toulouse au Parc des Princes pour la 8e journée. Sur un coup franc tiré par Thiago Motta à la 41e minute, Marquinhos ouvre le score en faveur du PSG sur une déviation de Verratti et inscrit ainsi son premier but sous les couleurs parisiennes en ligue 1. Edinson Cavani aggrave le score à la 79e minute grâce à une frappe du pied droit.

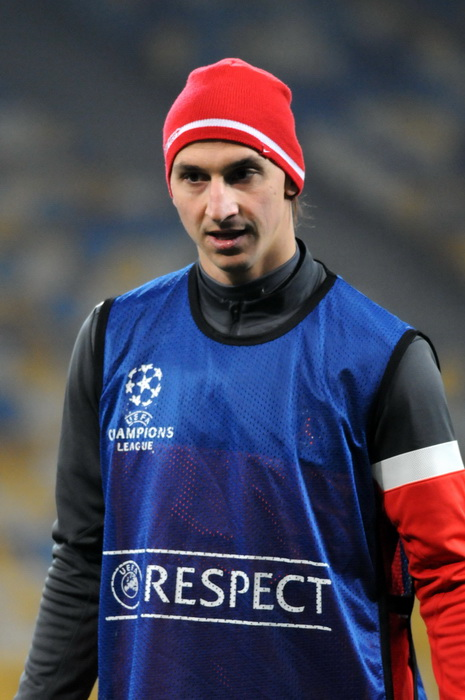
Zlatan Ibrahimović inscrit un doublé spectaculaire face à Bastia.

Pour le classico, le PSG se déplace au stade Vélodrome pour affronter son grand rival, l'Olympique de Marseille. Le match est marqué par l'expulsion de Thiago Motta à la 31e minute à la suite d'un contact entre l'Italien et Mathieu Valbuena. Clément Turpin, l'arbitre de ce match indique également le point de penalty en faveur des Marseillais. C'est André Ayew qui le frappe fort du pied gauche sous la barre transversale, ne laissant aucune chance à Salvatore Sirigu. Mais les Marseillais se font surprendre juste avant la pause par un bon centre de Gregory van der Wiel sur son coéquipier Maxwell qui profite de la mauvaise sortie de Steve Mandanda pour égaliser. Après avoir inscrit le premier but, André Ayew commet une faute sur Marquinhos dans la surface marseillaise et l'arbitre indique le penalty pour le PSG. Zlatan Ibrahimović le tire en contre-pied et permet à son équipe de prendre l'avantage. Les Marseillais ne reviendront pas et les Parisiens remportent le classico en étant en infériorité numérique pendant près d'une heure.
Pour la 10e journée du championnat, le PSG accueille Bastia au Parc des Princes. Les Parisiens ouvrent le score dès la 10e minute par l'intermédiaire de Zlatan Ibrahimović qui marque d'une magnifique aile de pigeon dont lui seul à le secret. Trois minutes plus tard, le Suédois inscrit un doublé après un coup franc tiré par Lucas Moura. À la pause, Zlatan Ibrahimović est remplacé par Edinson Cavani, qui lui aussi marque un doublé. L’Uruguayen, à la 62e minute, élimine toute la défense bastiaise y compris le gardien Mickaël Landreau et pousse le ballon au fond des filets dans un angle fermé. À la toute fin du match, Edinson Cavani marque à contre-pied sur un penalty concédé par Landreau. Le PSG remporte sa première large victoire de la saison.
À l'issue de la 10e journée et grâce à ce match spectaculaire face à Bastia, le PSG prend la tête du championnat à deux points devant l'AS Monaco.

#### Journées 11 à 15
Pour le choc de la 11e journée, le PSG se déplace au stade Geoffroy-Guichard pour affronter l'AS Saint-Étienne. Le match est compliqué pour les Parisiens qui concèdent l'ouverture du score de Benjamin Corgnet à la 18e minute à la suite d'un raté de Marquinhos. Les Stéphanois vont même faire le break après la pause à cause d'un nouveau raté de Marquinhos qui dégage sur le dos de Thiago Motta, Romain Hamouma hérite de ce ballon et lobe Salvatore Sirigu. Les Parisiens vont avoir le sourire après l'exclusion de Fabien Lemoine à la 59e minute. Edinson Cavani va ensuite réduire le score à la 68e minute après une belle combinaison côté gauche entre Marco Verratti et Maxwell. Au bout du temps additionnel, Blaise Matuidi centre dans la surface stéphanoise et la balle effleure Ibrahimović et Cavani et termine sa course dans les filets des Verts. Le PSG arrache donc le nul en toute fin de match au Chaudron après avoir été mené (2-0).
Le PSG reçoit ensuite le FC Lorient au Parc des Princes. Les Parisiens vont très vite ouvrir le score à la 3e minute, Lucas Digne dans le couloir gauche, centre sur Lucas Moura qui n'a plus qu'à armer sa reprise de volée pour tromper Fabien Audard qui se blesse quelques minutes plus tard et qui est remplacé par Baptiste Reynet. Avant la pause, Lorient va concéder deux buts : le premier marqué par Jérémy Ménez servit d'une balle piquée de Marco Verratti à la 39e minute, et le deuxième inscrit par Edinson Cavani par un centre de Lucas côté droit, l’Uruguayen place une tête et trop lointaine pour Reynet qui n'a pas le temps de revenir. Dix minutes avant la fin du match, sur un corner, Cavani inscrit un doublé après un cafouillage de la défense des Merlus.

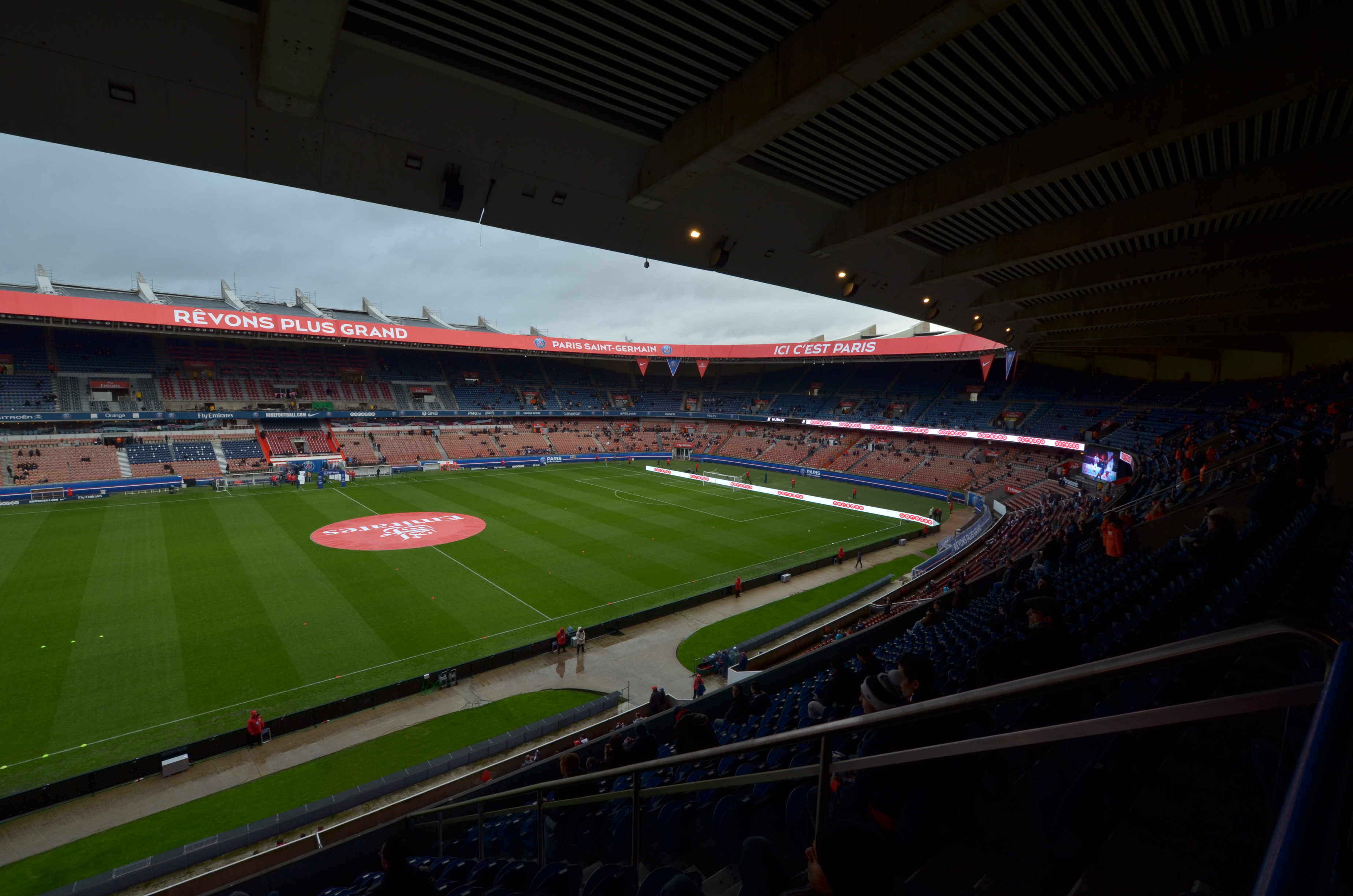
Le Parc des Princes lors de PSG-Nice cette saison. L'enceinte parisienne est un véritable calvaire pour ses adversaires : le PSG y a marqué 11 buts en 3 matchs.

Pour le compte de la 13e journée, les Parisiens accueillent au Parc des Princes l'OGC Nice. Zlatan Ibrahimović ouvre le score grâce à un centre lobé de Gregory van der Wiel sur le Suédois qui n'a plus qu'à reprendre le ballon du gauche au deuxième poteau. Peu avant l'heure de jeu, l'arbitre indique le point de penalty pour le PSG pour une sortie irrégulière de Veronese sur Edinson Cavani, Zlatan Ibrahimović le tire et prend à contre-pied le portier niçois qui avait plongé à gauche. À la 70e minute, Nice réduit l'écart après un centre fort ras-de-terre côté droit de Grégoire Puel sur Nemanja Pejčinović qui pousse ensuite le ballon dans le but vide. Un quart d'heure avant la fin du match, Lucas Moura entré il y a quelques secondes, adresse un centre sur Zlatan Ibrahimović qui reprend de la tête et inscrit son premier coup du chapeau de la saison.
Les Parisiens se déplacent ensuite au stade Auguste-Delaune pour affronter le Stade de Reims, dernier adversaire à avoir battu l'équipe de la capitale. Lucas Moura ouvre le score pour le PSG à la 25e minute à la suite d'une combinaison avec Zlatan Ibrahimović. À l'heure de jeu les Parisiens vont doubler la mise : Marco Verratti sert Jérémy Ménez dans la surface rémoise et décroche une frappe puissante du gauche qui vient se loger sous la barre transversale. Dans le temps additionnel, Kossi Agassa, le portier rémois, effectue une mauvaise relance qui retombe sur Zlatan Ibrahimović qui expédie le ballon dans les cages de Reims.
Le PSG reçoit l'Olympique lyonnais au Parc des Princes pour le choc de la 15e journée. Les Parisiens vont écraser le septuple vainqueur du championnat des années 2000. En effet, à la 36e minute, Edinson Cavani vient couper d'une tête décroisée le corner botté par Lucas côté gauche et ouvre le score. Quelques minutes plus tard, l'arbitre siffle un penalty obtenu par Cavani en faveur du PSG  , Zlatan Ibrahimović tente une panenka qu'il réussit en trompant Rémy Vercoutre. À l'heure de jeu, le capitaine parisien Thiago Silva inscrit le troisième but sur corner. Dans les dernières minutes, l'arbitre indique un nouveau penalty pour les Parisiens, cette fois-ci, Zlatan Ibrahimović le tire en force côté droit. L'attaquant suédois est en pleine forme car il inscrit son neuvième but lors de ses six dernières rencontres sous les couleurs parisiennes.
À l'issue de la 15e journée, la formation parisienne est toujours première du classement avec une avance de quatre points sur son dauphin, le LOSC Lille. Les Lillois ont doublé l'AS Monaco grâce à sa très bonne défense, qui est d'ailleurs la meilleure du championnat avec seulement quatre buts encaissés.

#### Journées 16 à 19
Le PSG se déplace en milieu de semaine au Parc des Sports  pour affronter l'Évian Thonon Gaillard, équipe qui avait éliminé la formation parisienne aux tirs au but la saison dernière en quart de finale de la Coupe de France. Evian est donc la bête noire du PSG. Les Parisiens vont être malmenés par Evian qui va ouvrir le score, après un contre, à la 75e minute par Clarck N'Sikulu qui élimine Marquinhos d'un crochet intérieur. Trois minutes avant la fin du temps réglementaire, Modou Sougou va crucifier le PSG en marquant le second but sur un nouveau contre. Paris concède donc sa première défaite de la saison. Evian met également fin à la série entamée par le PSG de 36 matchs consécutifs sans défaites toutes compétitions confondues.
Pour la 17e journée, le public parisien attend une réaction de son équipe après la première défaite de la saison. Le PSG reçoit le FC Sochaux, lanterne rouge du championnat au Parc des Princes. C'est le capitaine parisien qui va ouvrir le score à la 14e minute après une magnifique passe de Zlatan Ibrahimović, le Brésilien n'a plus qu'à reprendre le ballon du pied droit pour le mettre au fond des filets. Au retour des vestiaires, Thiago Motta se présente seul face au gardien et glisse le ballon à Ezequiel Lavezzi qui le pousse ensuite dans le but. Lavezzi était pourtant hors-jeu, mais l'arbitre Saïd Ennjimi ne le signale pas et le but est bien validé. Peu après l'heure de jeu, Edinson Cavani inscrit le troisième but après une longue ouverture de Zlatan Ibrahimović. L'arbitre indique un coup franc bien placé à la 87e minute, Zlatan Ibrahimović le tire d'une frappe surpuissante que le portier sochalien ne peut arrêter. Cinq minutes plus tard, le buteur suédois marque le cinquième but après un service de Cavani. Le PSG remporte sa plus large victoire de la saison après avoir perdu quelques jours plus tôt à Evian.

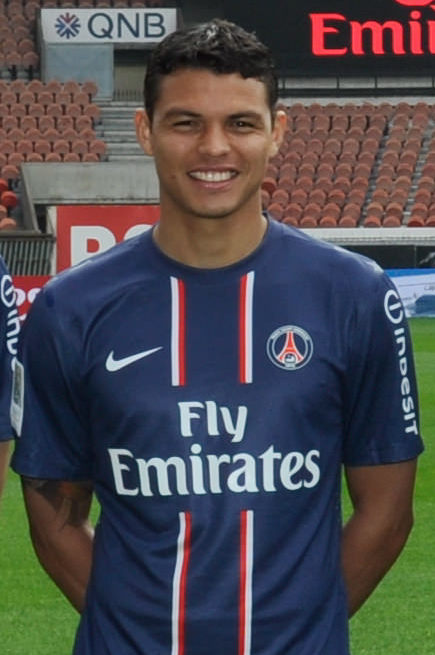
Thiago Silva, le capitaine parisien, ouvre le score face au FC Sochaux lors de la du championnat.

Le PSG va ensuite se déplacer au stade de la route de Lorient pour affronter le Stade rennais. Thiago Motta, d'une magnifique frappe enroulée de l'extérieur de la surface qui vient se loger dans le petit filet, ouvre le score pour l'équipe parisienne. À noter un penalty non sifflé juste avant l'ouverture du score pour une faute flagrante sur Lavezzi. Zlatan Ibrahimović, à la 52e minute transforme un penalty à contre-pied et fait le break. Cependant, les Rennais vont réduire le score à la 67e minute par un magnifique coup franc de Romain Alessandrini qui rebondit juste devant Salvatore Sirigu ce qui permet de tromper le portier italien. Cela ne suffira pas à Rennes de revenir, car dans le temps additionnel, Marco Verratti sert Edinson Cavani après un contre. Le buteur Uruguayen frappe et trompe Costil.
Pour le dernier match de l'année et pour le choc de la 19e journée, les Parisiens reçoivent au Parc des Princes le LOSC Lille. L'équipe lilloise est la meilleure défense du championnat avec seulement 8 buts encaissés en 19 matchs alors que le PSG est la meilleure attaque avec 44 buts inscrits. L'équipe de la capitale est privée de son buteur Edinson Cavani qui n'est pas revenu à temps d'un voyage personnel en Uruguay. Mais cela ne va pas gêner Zlatan Ibrahimović qui ouvre le score à la 36e minute sur un coup franc lointain contré par le mur lillois, Vincent Enyeama est impuissant. Juste avant la pause, les Lillois égalisent par l'intermédiaire de leur capitaine Rio Mavuba qui reprend le ballon après un centre de Salomon Kalou côté droit. Au retour des vestiaires, Lucas Digne, ancien lillois, tacle Franck Béria dans la surface et l'arbitre indique le penalty. Salomon Kalou le tire et trompe Salvatore Sirigu à contre-pied. Le PSG est mené : situation qui n'est arrivée qu'une fois cette saison contre Ajaccio et les Parisiens avait concédé le nul. C'est à la 72e minute que les Parisiens égalisent sur un coup franc tiré par Lucas Moura, le défenseur lillois Franck Béria, sous la pression de Thiago Silva, marque contre son camp. C'est la deuxième fois cette saison que le PSG encaisse deux buts pendant une rencontre.
À l'issue de la dernière journée de l'année 2013, le PSG est premier du championnat avec 44 points. L'équipe parisienne remporte donc le titre honorifique de « champion d'automne ». La saison dernière, le PSG était également leader lors de la trêve hivernale et avait remporté le championnat en mai.

Zlatan Ibrahimović est le meilleur buteur du championnat avec 15 réalisations devant Edinson Cavani avec 12 buts.

Le PSG est l'équipe qui a concédé le moins de défaite (une seule défaite contre Evian) et l'équipe qui a remporté le plus de matchs (13 victoires). Le PSG est également la meilleure attaque avec 44 buts et la deuxième défense à égalité avec l'AS Monaco avec 13 buts encaissés, la première défense étant le LOSC Lille avec 8 buts concédés.
Extrait du classement de Ligue 1 2013-2014 à la trêve hivernale
| Rang | Équipe                   | Pts | J  | G  | N | P | Bp | Bc | Diff |
| ---- | ------------------------ | --- | -- | -- | - | - | -- | -- | ---- |
| 1    | Paris Saint-Germain FC   | 44  | 19 | 13 | 5 | 1 | 44 | 13 | +31  |
| 2    | AS Monaco FC             | 41  | 19 | 12 | 5 | 2 | 31 | 13 | +18  |
| 3    | Lille OSC                | 40  | 19 | 12 | 4 | 3 | 22 | 8  | +14  |
| 4    | AS Saint-Étienne         | 33  | 19 | 10 | 3 | 6 | 28 | 20 | +8   |
| 5    | FC Girondins de Bordeaux | 31  | 19 | 8  | 7 | 4 | 27 | 21 | +6   |

#### Journées 20 à 24

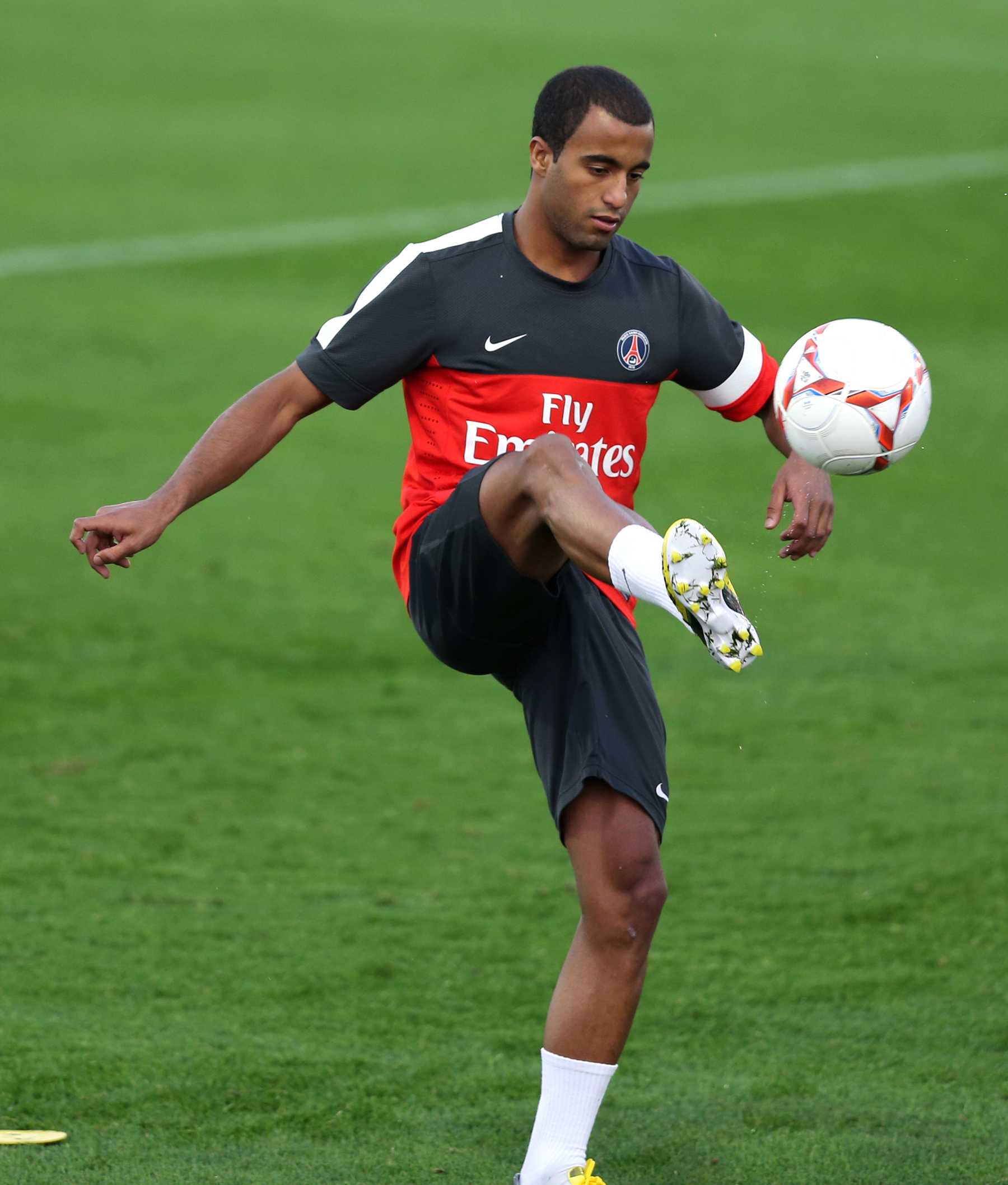
Lucas Moura délivre deux passes décisives à Zlatan Ibrahimović et à Alex face aux Girondins de Bordeaux, lors de la.

Pour la 20e journée du championnat et la première de l'année 2014, le PSG se déplace au stade François-Coty pour affronter l'AC Ajaccio, lanterne rouge de la Ligue 1. Lors de la phase aller au Parc des Princes, Ajaccio a réussi à arracher le nul (1-1) après les multiples assauts parisiens et grâce à un impérial Guillermo Ochoa.

Les Parisiens se font surprendre à la 6e minute et concèdent l'ouverture du score de Eduardo sur la première occasion corse. Mais Ezequiel Lavezzi, juste avant la pause, égalise pour le PSG après un service de Zlatan Ibrahimović. À la 74e minute, Blaise Matuidi, d'une tête plongeante, redonne l'avantage à son équipe sur une déviation de Ibrahimović. À noter le rôle important de Pastore qui est à l'origine de l'action et qui ainsi signale son retour en forme. Les Parisiens commencent bien l'année 2014 avec une victoire qui a été difficile à acquérir face à la lanterne rouge.
Le PSG accueille ensuite le FC Nantes au Parc des Princes, équipe qu'avait battu les Parisiens (1-2) lors de la phase aller.

Thiago Silva ouvre le score rapidement à la 10e minute sur un corner. Zlatan Ibrahimović obtient un penalty à la 36e minute qu'il transforme en prenant Rémy Riou en contre-pied. Au retour des vestiaires, les Parisiens vont inscrire le troisième but par Thiago Motta après la remise de Blaise Matuidi sur l'Italien. Plusieurs minutes plus tard, à la 58e minute, Zlatan Ibrahimović sert Edinson Cavani dans la surface nantaise et inscrit le quatrième but. Zlatan Ibrahimović vient marquer le cinquième but et dernier de la rencontre à la 64e minute. Le PSG tient sa deuxième large victoire avec 5 buts d'écarts, la première étant face à Sochaux en décembre dernier.
Pour la 22e journée, le PSG se déplace au stade du Roudourou pour affronter l'En Avant de Guingamp. Paris avait gagné (2-0) le match aller dans le temps additionnel. Un match difficile que va vivre les Parisiens. Guingamp ouvre le score tard dans le match, à la 84e minute par Mustapha Yatabaré sur un corner. Le PSG est mené mais va rapidement égaliser à la 87e minute, encore sur un corner, Alex marque de la tête et inscrit son premier but cette saison sur un corner de Lucas.
Le PSG reçoit les Girondins de Bordeaux pour la 23e journée au Parc des Princes. À la 58e minute, Lucas Moura du côté droit adresse un centre pour Zlatan Ibrahimović qu'il reprend pour ouvrir le score. Le Brésilien était pourtant en position de hors-jeu mais le but est validé par l'arbitre. Coup dur pour le PSG qui est contraint de se séparer d'Edinson Cavani qui se blesse à l'arrière de la cuisse, blessure qui va l'éloigner des terrains pendant plusieurs semaines. Alex marque son deuxième but à la 88e minute grâce à un corner tiré par Lucas.
Pour le choc de la 24e journée entre le leadeur, le Paris-Saint-Germain et son dauphin, l'AS Monaco, le PSG se déplace au stade Louis-II. Le match aller au Parc des Princes s'était soldé d'un nul (1-1) prometteur. Comme au Parc des Princes, les Parisiens vont ouvrir rapidement le score par Javier Pastore qui marque son premier but de la saison. Après ce but, les Monégasques vont se procurer beaucoup d'occasions, notamment la frappe d'Ocampos qui est repoussé par Salvatore Sirigu. Le match va ensuite perdre son intensité. Les Parisiens se font rattraper à la 74e minute par un centre monégasque qui est détourné dans ses propres buts par le capitaine parisien Thiago Silva.
À l'issue de la 24e journée et de ce choc, les Parisiens restent premier du championnat avec 5 points d'avance sur son dauphin, l'AS Monaco.

#### Journées 25 à 29
Pour la 25e journée, le PSG reçoit Valenciennes au Parc des Princes. Ezequiel Lavezzi va ouvrir le score à la 18e minute à la suite d'un coup franc de Zlatan Ibrahimović qui revient dans les pieds d'El Pocho. À la 50e minute, Zlatan Ibrahimović double la mise, Yohan Cabaye nouvelle recrue parisienne, délivre sa première passe décisive à son coéquipier. Deux minutes plus tard, Ezequiel Lavezzi s'échappe sur le côté gauche et centre fort devant le but, Kagelmacher marque contre son camp sous la pression d'Ibrahimovic et trompe son gardien.
Le PSG se déplace ensuite au Stadium pour affronter Toulouse FC lors de la 26e journée. À la 32e minute, l'arbitre indique le point de penalty en faveur du PSG. Zlatan Ibrahimović le tire au milieu du but et le portier toulousain plonge à droite. Wissam Ben Yedder va égaliser juste avant la pause d'une superbe reprise de volée qui vient se loger sous la barre. Salvatore Sirigu est battu. Ezequiel Lavezzi va redonner l'avantage au PSG d'une frappe du gauche sans contrôle à la 56e minute. Zlatan Ibrahimović va marquer le troisième but, à la 70e minute, d'un coup franc botté par Yohan Cabaye que le Suédois reprend de la tête pour mettre le ballon au fond des filets. Wissam Ben Yeder va quant à lui inscrire un doublé à la suite d'un mauvais renvoi de Thiago Motta dans sa propre surface. Pour clore le suspens, Zlatan Ibrahimović obtient un nouveau penalty : il tente tout d'abord la panenka mais Boucher la repousse dans les pieds du Parisien qui n'a plus qu'à pousser le ballon au fond.

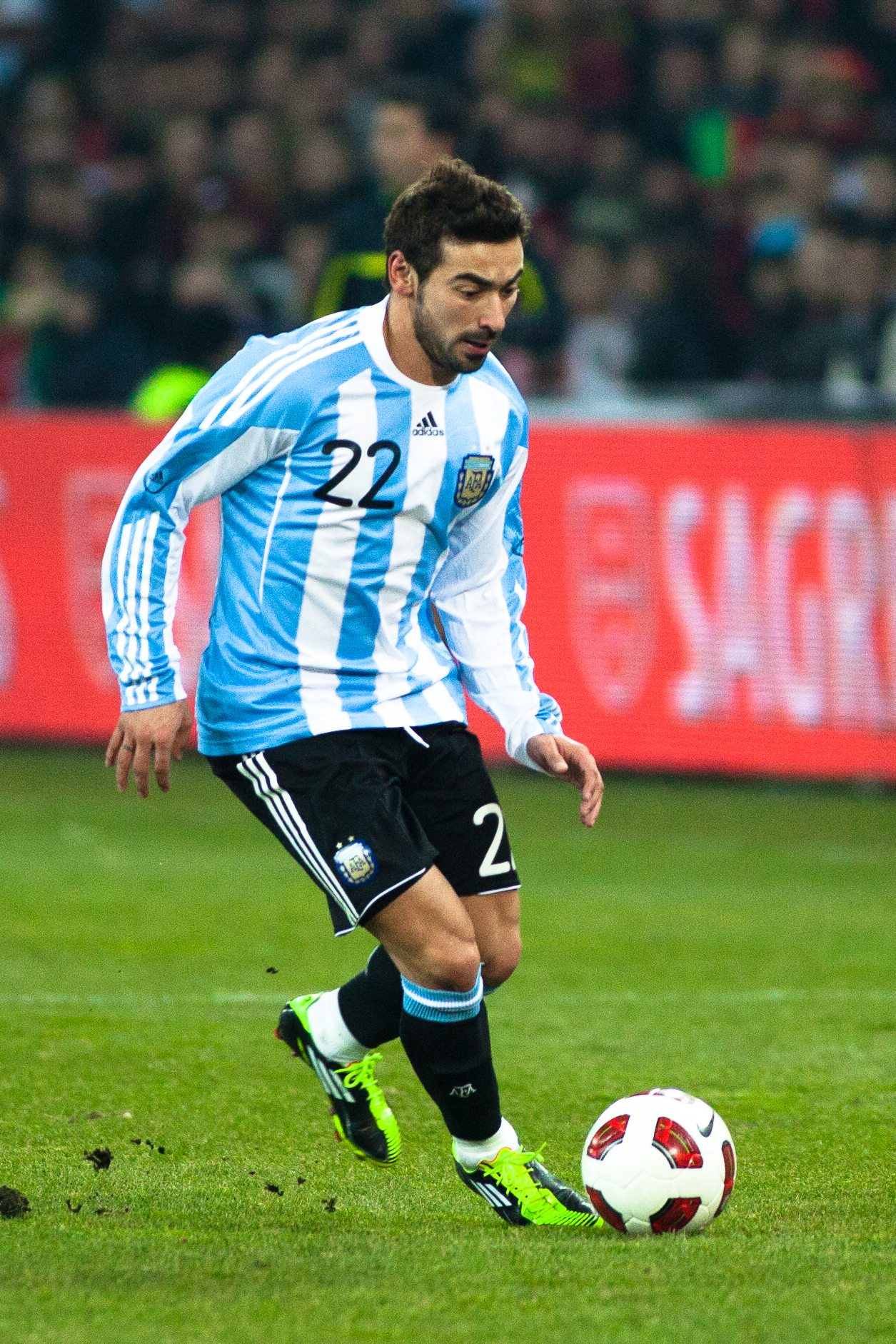
Ezequiel Lavezzi, ici avec la sélection argentine, marque un doublé face au SC Bastia grâce à deux passes décisives de Zlatan Ibrahimović

Pour le classico, le Paris-Saint-Germain reçoit son rival l'Olympique de Marseille au Parc des Princes lors de la 27e journée. La rencontre commence très fort avec un raté incroyable de Ezequiel Lavezzi alors que le but était vide et que Ibrahimovic était démarqué au second poteau. À la 7e minute, Lucas Moura se procure une très grosse occasion et fait lever tout le stade : il part de sa moitié de terrain et dribble tous les joueurs marseillais pour se présenter seul face à Steve Mandanda, il tente le piqué mais Rod Fanni sauve in-extremis sur sa ligne. Les Parisiens dominent les Marseillais qui n'ont pas beaucoup d'occasions, à part quelques frappes lointaines, à l'image de celle tentée par Mathieu Valbuena à la 25e minute repoussée par Salvatore Sirigu. Au retour des vestiaires, les Parisiens vont ouvrir le score grâce à une passe décisive de Zlatan Ibrahimović sur Maxwell qui trompe Mandanda d'un plat du pied. Le Brésilien marque son troisième but cette saison, dont deux face à l'OM. Le Paris-Saint-Germain va faire le break à la 79e après une magnifique action en une touche de balle entre Lucas Moura, Marco Verratti et Gregory van der Wiel qui centre sur la tête Edinson Cavani. Mandanda est impuissant. En fin de match, Valbuena reprend de la tête un corner tiré par Payet qui trouve le montant de Sirigu. Le PSG remporte pour la deuxième fois de la saison le classico en Ligue 1, ce qui n'était plus arrivé depuis la saison 2003-2004.
Lors de la 28e journée, le PSG se déplace au stade Armand-Cesari pour affronter le SC Bastia. Le Paris-Saint-Germain ouvre rapidement le score après une bonne combinaison entre Lucas Moura et Zlatan Ibrahimović à la 6e minute. Zlatan Ibrahimović, à la 19e minute, lance depuis le rond central d'une aile de pigeon Ezequiel Lavezzi qui prend la défense bastiaise de vitesse et trompe Leca du pied droit. Au retour des vestiaires Alex se voit injustement refuser un but sur un corner frappé par Lucas Moura. En fin de match, l'Argentin va même s'offrir un doublé après une nouvelle passe décisive de Zlatan Ibrahimović, cette fois-ci de la tête.
Pour le choc de la 29e journée, le Paris-Saint-Germain accueille l'AS Saint-Etienne  au Parc des Princes. Pendant la phase aller, le PSG avait concédé le nul (2-2) en fin de match après avoir été mené par deux buts d'écart. Le PSG va ouvrir le score par l'intermédiaire de son buteur suédois, d'une frappe écrasée qui trompe tout de même Stéphane Ruffier. Zlatan Ibrahimović va inscrire un doublé juste avant la pause d'un centre d'Edinson Cavani que le Suédois reprend d'une reprise du pied droit. En deuxième mi-temps, le PSG va laisser étonnamment la possession aux Stéphanois qui vont pouvoir se procurer plusieurs occasions. Cela ne va pas permettre aux Verts de revenir et les Parisiens tiennent leur revanche face à leur bête noire.
À l'issue de la 29e journée, le PSG prend beaucoup d'avance sur son dauphin monégasque qui est désormais relégué à 8 points. Le PSG devient par ailleurs la meilleure défense du championnat à la suite des mauvais résultats lillois.

#### Journées 30 à 34

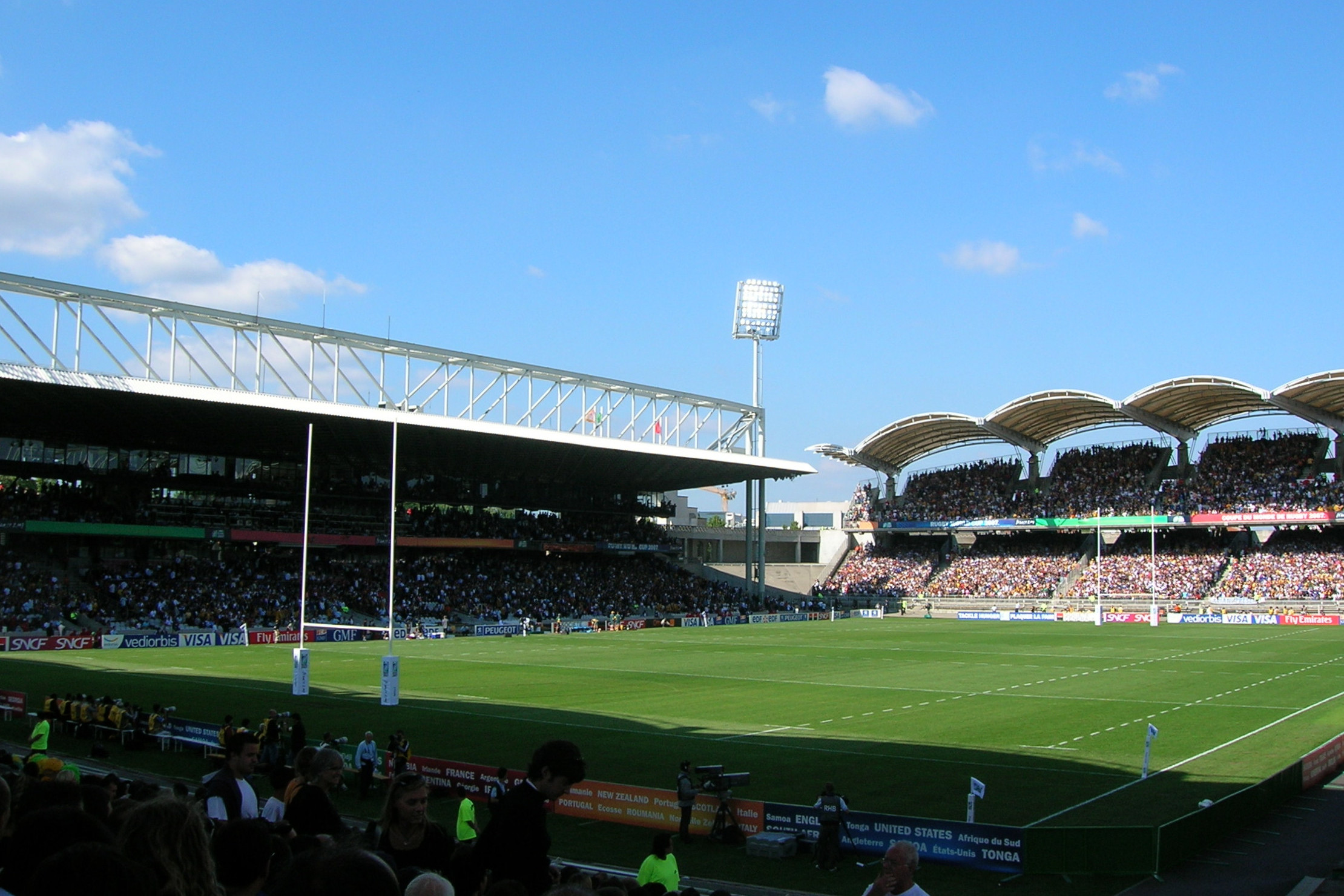
Le Stade de Gerland, enceinte de l'Olympique lyonnais où les Parisiens ont perdu pour la deuxième fois en championnat lors de la.

Pour la 30e journée, le PSG se déplace sur la pelouse synthétique du Stade Yves-Allainmat pour affronter le FC Lorient. Le Paris-Saint-Germain avait gagné très largement (4-0) le match aller au Parc des Princes. Au terme d'un match compliqué pour les Parisiens, Thiago Motta à la 41e minute, inscrit le seul but de la rencontre en reprenant une frappe de son coéquipier Zlatan Ibrahimović. Le PSG prend une large avance de 10 points sur l'AS Monaco qui a concédé le nul (1-1) face à Lille.
Les Parisiens se déplacent au nouveau stade de l'OGC Nice : l'Allianz Riviera lors de la 31e journée. Le Paris-Saint-Germain avait remporté le match aller (3-1) grâce à un triplé de Zlatan Ibrahimović. Comme face à Lorient, il n'y aura qu'un but dans cette rencontre marqué par Kolodziejczak contre son camp sous la pression du buteur parisien Edinson Cavani.
Le PSG reçoit le Stade de Reims au Parc des Princes lors de la 32e journée. Reims qui avait concédé une large défaite à domicile (0-3) pendant la phase aller face à Paris. Edinson Cavani, sous les critiques depuis plusieurs semaines, ouvre le score avant la pause grâce à un bon centre ras-de-terre de son coéquipier Gregory van der Wiel. Au retour des vestiaires, le latéral droit Aïssa Mandi accompagne la reprise de la tête de Lucas Moura dans son propre but. Le PSG fait le break. À la 89e minute, le malheureux  Aïssa Mandi propulse la reprise ratée d'Ezequiel Lavezzi dans la lucarne de son gardien Kossi Agassa. Le Rémois marque son premier doublé de sa carrière en Ligue 1 ... contre son camp.
Pour le choc de la 33e journée, le PSG se déplace sur la pelouse du Stade de Gerland pour affronter l'Olympique lyonnais. L'OL qui s'était lourdement incliné (4-0) lors du match aller au Parc des Princes veut prendre sa revanche face au club de la capitale. Profitant d'une élimination du PSG en quarts de finale de Ligue des champions de l'UEFA quelques jours plus tôt, Jordan Ferri à la 31e minute ouvre le score pour l'OL grâce à une frappe aux 35 mètres. Le Paris-Saint-Germain tente de réagir en fin de match grâce à un coup franc bien tiré par Lucas Moura mais Thiago Silva et Edinson Cavani manquent ce ballon pour quelques centimètres. L'arbitre siffle la fin du match et le PSG concède sa première défaite de l'année 2014 et sa deuxième en championnat cette saison face à un bon Olympique lyonnais.
Après sa défaite en championnat face à Lyon, Paris se doit de réagir face à sa bête noire l'Évian Thonon Gaillard Football Club qui est d'ailleurs la seule équipe à avoir battu le PSG pendant la phase aller. Le Paris-Saint-Germain reçoit les Evianais au Parc des Princes lors de la 34e journée en retard. La première mi-temps est très brouillon du côté parisien et les deux équipes se quittent à la pause avec un score vierge. Les Parisiens vont avoir le sourire après l'exclusion de l'ancien Marseillais Kassim Abdallah à la 61e minute. Mais Paris attend la dernière minute du temps réglementaire pour ouvrir le score par Blaise Matuidi qui frappe du gauche après une magnifique passe décisive de Lucas Moura. L'international français libère le Parc des Princes et permet à son équipe de remporter le match.
À l'issue de la 34e journée, le PSG est toujours premier du championnat avec 82 points. Les Parisiens ont perdu plusieurs points lors de leur défaite à Lyon mais les Monégasques ont concédé un nul et une défaite, ce qui permet au Paris-Saint-Germain d'avoir une avance confortable de 10 points sur son dauphin.

#### Journées 35 à 38
Pour la 35e journée, le Paris-Saint-Germain se déplace au Stade Auguste-Bonal pour affronter les Sochaliens qui luttent contre le maintien en Ligue 1. C'est un match à enjeu pour les Parisiens qui ont la possibilité d'officialiser leur titre de champion de France en battant cette équipe de Sochaux. Pour rappel, le PSG l'avait emporté très largement (5-0) à l'aller au Parc des Princes. Le match commence bien pour les Parisiens qui ouvrent le score à la 24e minute grâce à une magnifique ouverture de Thiago Motta qui lance Edinson Cavani dans le dos de la défense, l’Uruguayen contrôle et frappe ce ballon du pied droit qui termine dans le but de Yohann Pelé. À partir de ce moment, le PSG est champion. Mais les Sochaliens réagissent bien à la 56e minute sur un centre de Marange boxé par Salvatore Sirigu du poing sur son capitaine Thiago Silva qui marque contre son camp. Ce match est marqué par de nombreuses occasions gâchées de part et d'autre. En grande difficulté face à une bonne équipe de Sochaux, les Parisiens laissent filer le titre et devront encore attendre avant de le fêter.
Pour la 36e journée, le PSG reçoit le Stade rennais au Parc des Princes. Les Parisiens ont d'ailleurs appris quelques minutes avant le coup d'envoi qu'ils étaient sacrés champion de France à la suite du nul de Monaco (1-1) face à l'EA Guingamp. Dès la 3e minute, Ezequiel Lavezzi commence les festivités en ouvrant le score après une erreur de la défense rennaise. Mais, le Paris Saint-Germain se fait rattraper à la 23e minute après une frappe de Foued Kadir contrée par Christophe Jallet qui trompe le portier parisien. Il s'agit là du premier but encaissé au Parc des Princes en championnat lors de la phase retour. Quelques minutes plus tard, les Parisiens se font une nouvelle fois surprendre sur un coup franc enroulé de Paul-Georges Ntep qui termine dans le petit filet. Le PSG n'arrivera pas à revenir malgré une tête d'Alex Rodrigo Dias da Costa qui échouera sur la barre transversale en toute fin de match, le PSG concède ainsi sa première défaite à domicile depuis 2012 en championnat contre ce même adversaire. Les Parisiens sont également sacrés champion de France pour la quatrième fois de son histoire dont deux fois consécutivement.
Le PSG se déplace ensuite à Lille pour un match de gala pendant la 37e journée. Ce match est marqué par la sortie sur civière de Yohan Cabaye après un violent tacle de Marvin Martin qui est d'ailleurs expulsé. Quelques minutes plus tard, à la 41e minute, Marquinhos ouvre le score après une frappe de son compatriote Lucas Moura. À l'heure de jeu, le Paris Saint-Germain va faire le break : sur un contre, Javier Pastore lance Lucas qui frappe d'un tir croisé du droit et qui trompe le gardien lillois Vincent Enyeama. Le PSG qui va même crucifier les Lillois en marquant le troisième but après un passement de jambes de Lucas, il glisse ensuite le ballon à Blaise Matuidi qui marque son cinquième but en championnat. Jonathan Delaplace va quand même sauver l'honneur pour les Lillois à la 89e minute à la suite d'une erreur de Marco Verratti. Le PSG, à la suite de cette victoire, bat le record historique de points détenu par l'Olympique lyonnais avec 86 unités.
Pour la 38e et dernière journée du championnat, le PSG reçoit Montpellier au Parc des Princes. Comme face à Rennes, Ezequiel Lavezzi ouvre le score à la 2e minute. Le Suédois Zlatan Ibrahimović va marquer le deuxième but à la 20e minute après une magnifique ouverte de Javier Pastore. Au retour des vestiaires, c'est Lucas Moura qui inscrit le troisième but de la rencontre après une nouvelle passe décisive de Javier Pastore. À la 88e minute, Adrien Rabiot vient clore le compteur de but du Paris Saint-Germain en marquant le quatrième et dernier but de la rencontre en reprenant le tir de Kingsley Coman. La saison se termine très bien pour le Paris SG qui bat un nouveau record avec 27 victoires. Après le match, le Parc des Princes fête le titre de champion de France avec des feux d'artifice et des jeux de lumière. Le trophée Hexagoal est ensuite remis au capitaine parisien Thiago Silva par le président de la ligue professionnelle de football Frédéric Thiriez. Le PSG défendra une nouvelle fois son titre la saison prochaine.

#### Classement et statistiques
Le Paris SG termine la saison à la première place avec 27 victoires, 8 matchs nuls et 3 défaites. Une victoire rapportant trois points et un match nul un point, le Paris SG totalise 89 points soit neuf de plus que son dauphin, l'AS Monaco. Les Parisiens possèdent la meilleure attaque du championnat avec 84 buts marqués et la meilleure défense avec 23 buts encaissés. Le PSG est la meilleure formation à domicile avec 48 points et à l'extérieur avec 41 points.
| Rang | Équipe                    | Pts | J  | G  | N  | P  | Bp | Bc | Diff |
| ---- | ------------------------- | --- | -- | -- | -- | -- | -- | -- | ---- |
| 1    | Paris Saint-Germain T S L | 89  | 38 | 27 | 8  | 3  | 84 | 23 | +61  |
| 2    | AS Monaco FC P            | 80  | 38 | 23 | 11 | 4  | 63 | 31 | +32  |
| 3    | Lille OSC                 | 71  | 38 | 20 | 11 | 7  | 46 | 26 | +20  |
| 4    | AS Saint-Étienne          | 69  | 38 | 20 | 9  | 9  | 56 | 34 | +22  |
| 5    | Olympique lyonnais        | 61  | 38 | 17 | 10 | 11 | 56 | 44 | +12  |
| 6    | Olympique de Marseille    | 60  | 38 | 16 | 12 | 10 | 53 | 40 | +13  |
| 7    | FC Girondins de Bordeaux  | 53  | 38 | 13 | 14 | 11 | 49 | 43 | +6   |
| 8    | FC Lorient                | 49  | 38 | 13 | 10 | 15 | 48 | 53 | -5   |
| 9    | Toulouse FC               | 49  | 38 | 12 | 13 | 13 | 46 | 53 | -7   |
| 10   | SC Bastia                 | 49  | 38 | 13 | 10 | 15 | 42 | 56 | -14  |
| 11   | Stade de Reims            | 48  | 38 | 12 | 12 | 14 | 44 | 52 | -8   |
| 12   | Stade rennais FC          | 46  | 38 | 11 | 13 | 14 | 47 | 45 | +2   |
| 13   | FC Nantes P               | 46  | 38 | 12 | 10 | 16 | 38 | 43 | -5   |
| 14   | Évian TG FC               | 44  | 38 | 11 | 11 | 16 | 39 | 51 | -12  |
| 15   | Montpellier HSC           | 42  | 38 | 8  | 18 | 12 | 45 | 53 | -8   |
| 16   | EA Guingamp P C           | 42  | 38 | 11 | 9  | 18 | 34 | 42 | -8   |
| 17   | OGC Nice                  | 42  | 38 | 12 | 6  | 20 | 30 | 44 | -14  |
| 18   | FC Sochaux-Montbéliard    | 40  | 38 | 10 | 10 | 18 | 37 | 61 | -24  |
| 19   | Valenciennes FC           | 29  | 38 | 7  | 8  | 23 | 37 | 65 | -28  |
| 20   | AC Ajaccio                | 23  | 38 | 4  | 11 | 23 | 37 | 72 | -35  |

Qualifications européennes
Ligue des champions 2014-2015
- 1er et 2e du championnat : phase de groupes
- 3e du championnat : troisième tour de qualification

Ligue Europa 2014-2015
- vainqueur de la Coupe de France : phase de groupes
- 4e du championnat : quatrième tour de qualification (barrages)
- 5e du championnat : troisième tour de qualification

Relégation en Ligue 2
- 18e, 19e et 20e du championnat

Abréviations
- T : Tenant du titre
- C : Vainqueur de la Coupe de France 2013-2014
- L : Vainqueur de la Coupe de la Ligue 2013-2014
- S : Vainqueur du Trophée des champions 2013
- P : Promus de Ligue 2 2012-2013

#### Évolution du classement et des résultats
| Journée  | 1  | 2  | 3 | 4 | 5 | 6 | 7 | 8 | 9 | 10 | 11 | 12 | 13 | 14 | 15 | 16 | 17 | 18 | 19 | 20 | 21 | 22 | 23 | 24 | 25 | 26 | 27 | 28 | 29 | 30 | 31 | 32 | 33 | 34 | 35 | 36 | 37 | 38 | Journées en tête |
| -------- | -- | -- | - | - | - | - | - | - | - | -- | -- | -- | -- | -- | -- | -- | -- | -- | -- | -- | -- | -- | -- | -- | -- | -- | -- | -- | -- | -- | -- | -- | -- | -- | -- | -- | -- | -- | ---------------- |
| Rang     | 10 | 12 | 9 | 5 | 3 | 2 | 2 | 2 | 2 | 1  | 1  | 1  | 1  | 1  | 1  | 1  | 1  | 1  | 1  | 1  | 1  | 1  | 1  | 1  | 1  | 1  | 1  | 1  | 1  | 1  | 1  | 1  | 1  | 1  | 1  | 1  | 1  | 1  | 29               |
| Résultat | N  | N  | G | G | G | N | G | G | G | G  | N  | G  | G  | G  | G  | D  | G  | G  | N  | G  | G  | N  | G  | N  | G  | G  | G  | G  | G  | G  | G  | G  | D  | G  | N  | D  | G  | G  | —                |

### Coupe de France
La coupe de France 2013-2014 est la 96e édition de la coupe de France, une compétition à élimination directe mettant aux prises tous les clubs de football amateurs et professionnels à travers la France métropolitaine et les DOM-TOM. Elle est organisée par la FFF et ses ligues régionales.

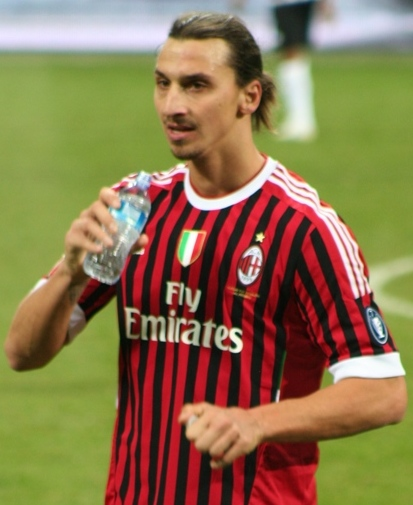
Zlatan Ibrahimović, ici avec l'AC Milan marque un triplé en trente-deuxièmes de finale face au Stade brestois.

En trente-deuxièmes de finale, le PSG se déplace au Stade Francis-Le Blé pour affronter le Stade brestois, club relégué en Ligue 2 lors de la saison dernière. Pour ne pas être éliminé dès le premier tour, Laurent Blanc aligne l'équipe titulaire du Paris-Saint-Germain, seul Nicolas Douchez, gardien lors des coupes nationales et Adrien Rabiot ne sont pas titulaires habituellement. Ce coaching va vite payer par l'ouverture du score de Zlatan Ibrahimović à la 10e minute en reprenant du droit un centre ras-de-terre de Maxwell côté gauche. Cinq minutes plus tard, Thiago Motta double la mise après un nouveau centre de Blaise Matuidi côté gauche que l'Italien tacle pour le mettre au fond des filets. Mais, à la 33e minute, Brest réduit l'écart par la voie de Benoît Lesoimier qui trouve la lucarne de Douchez. Zlatan Ibrahimović vient plier la rencontre à la 39e minute après un coup franc botté par Thiago Motta. Juste avant la pause, « Ibra » rajoute encore un but au malheur brestois grâce à un bon décalage de Cavani. Le Suédois aime la Coupe de France puisqu'il vient d'inscrire son sixième but dans cette compétition depuis son arrivée au Paris-Saint-Germain. Au retour des vestiaires, Lavezzi marque le cinquième et dernier but parisien à la 46e minute après un service d'Ibrahimović. En fin de match, Jonathan Ayité, servi par Manuel Perez réduit l'écart d'un tir croisé du droit qui trompe Douchez. Au terme d'un match avec beaucoup de buts, les Parisiens se qualifient (2-5) grâce à un triplé de Zlatan Ibrahimović.
En seizième de finale, le PSG reçoit au Parc des Princes Montpellier HSC, pensionnaire de Ligue 1. Laurent Blanc décide de « faire tourner » en alignant une équipe avec 6 joueurs non titulaires habituellement. De son côté, Rolland Courbis, nouvel entraîneur montpelliérain, titularise une équipe offensive avec Rémy Cabella en meneur de jeu qui travaillera avec Víctor Hugo Montaño et M'Baye Niang, prêté par l'AC Milan. En début de première période, le PSG se procure beaucoup d'occasions sans pour autant concrétiser malgré un but injustement refusé à Digne pour hors-jeu. Sans doute à cause de son manque de réalisme, les Parisiens se font surprendre à la 20e minute par un but de Daniel Congré de la tête sur un coup franc tiré par Siaka Tiéné, ancien parisien. Dix minutes plus tard, Edinson Cavani égalise au terme d'une belle action collective. En deuxième mi-temps, Paris pousse et se crée plusieurs occasions, notamment à la 64e minute Edinson Cavani perd son duel face au portier montpelliérain Laurent Pionnier. Mais, Montpellier réagit bien à la 69e minute et prend l'avantage grâce à Víctor Hugo Montaño sur un corner. Les Montpelliérains vont ensuite pousser pour faire le break mais Nicolas Douchez effectue une bonne sortie à la 79e minute. En toute fin de match, ce sont les Parisiens qui vont tenter d'égaliser sur un centre de Lucas Moura sur Zlatan Ibrahimović qui manque le cadre.

L'arbitre siffle la fin du match et Montpellier se qualifie (1-2) pour les quarts de finale à l'issue d'un match serré entre les deux équipes. C'est la première fois que le PSG s'incline à domicile depuis 17 novembre 2012. Les Parisiens sont donc éliminés en huitièmes de finale de la Coupe de France, ce qui n'était pas arrivé depuis la saison 2000-2001, le PSG avait au moins atteint les quarts de finale depuis cette saison-là.

### Coupe de la Ligue

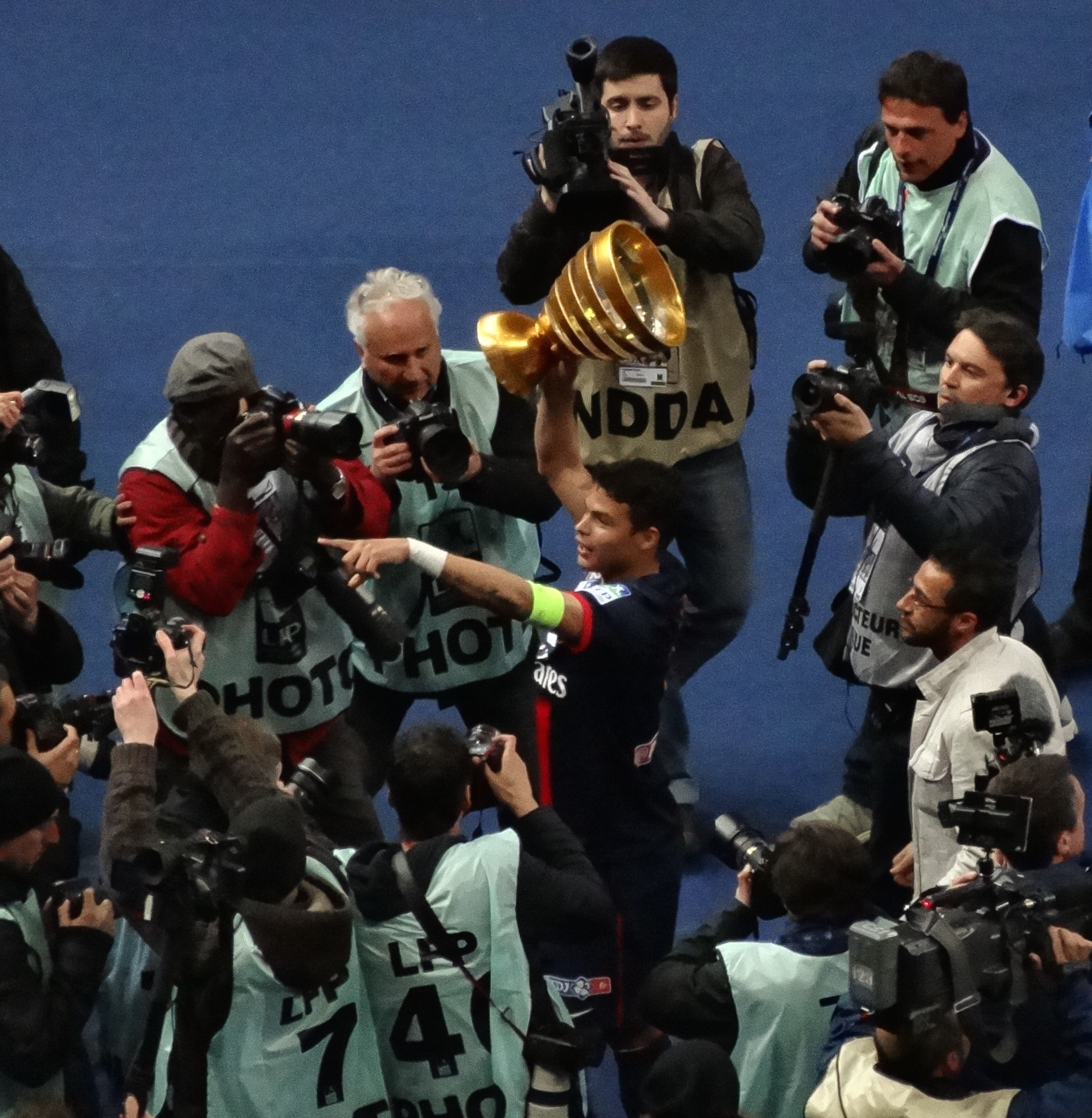
Thiago Silva présente la Coupe de la Ligue 2014.

La Coupe de la Ligue 2013-2014 est la 20e édition de la Coupe de la Ligue, compétition à élimination directe organisée par la Ligue de football professionnel (LFP) depuis 1994, qui rassemble uniquement les clubs professionnels de Ligue 1, Ligue 2 et National. Depuis 2009, la LFP a instauré un nouveau format de coupe plus avantageux pour les équipes qualifiées pour une coupe d'Europe.
Pour son entrée dans la compétition, le PSG sort le tenant du titre, l'AS Saint-Étienne. Au tour suivant, c'est Bordeaux qui est sorti. En demi-finale, Paris l'emporte à Nantes, grâce notamment à une remarquable reprise de volée d'Ibrahimović, sur un dégagement de Rémy Riou. Le club se hisse alors jusqu'en finale de l'épreuve, qu'il remporte sur un doublé d'Edinson Cavani.

### Ligue des champions
La Ligue des champions 2013-2014 est la cinquante-neuvième édition de la Ligue des champions, la plus prestigieuse des compétitions européennes inter-clubs. Elle est divisée en deux phases, une phase de groupes, qui consiste en huit mini-championnats de quatre équipes par groupe, les deux premiers poursuivant la compétition et le troisième étant repêché en seizièmes de finale de la Ligue Europa. Puis une phase finale, décomposée en huitièmes de finale, quarts de finale, demi-finales et une finale qui se joue sur terrain neutre. En cas d'égalité, lors de la phase finale, la règle des buts marqués à l'extérieur s'applique puis le match retour est augmenté d'une prolongation et d'une séance de tirs au but s'il le faut. Les équipes sont qualifiées en fonction de leurs bons résultats en championnat lors de la saison précédente et le tenant du titre est le Bayern Munich, vainqueur du Borussia Dortmund deux buts à un au Wembley Stadium de Londres.

#### Parcours en Ligue des champions
Placé dans le deuxième chapeau, le PSG hérite d'un groupe composé du Benfica Lisbonne, vice-champion du Portugal en 2012-2013, de l'Olympiakos, champion du championnat grec lors de l'exercice précédent, et du RSC Anderlecht, vainqueur du dernier championnat belge.
| Rang | Équipe              | Pts | J | G | N | P | Bp | Bc | Diff |  | Résultats (▼ dom., ► ext.) |     |     |     |     |
| ---- | ------------------- | --- | - | - | - | - | -- | -- | ---- |  | -------------------------- | --- | --- | --- | --- |
| 1    | Paris Saint-Germain | 13  | 6 | 4 | 1 | 1 | 16 | 5  | +11  |  | Paris Saint-Germain        |     | 2-1 | 3-0 | 1-1 |
| 2    | Olympiakos          | 10  | 6 | 3 | 1 | 2 | 10 | 8  | +2   |  | Olympiakos                 | 1-4 |     | 1-0 | 3-1 |
| 3    | Benfica Lisbonne    | 10  | 6 | 3 | 1 | 2 | 8  | 8  | 0    |  | Benfica Lisbonne           | 2-1 | 1-1 |     | 2-0 |
| 4    | RSC Anderlecht      | 1   | 6 | 0 | 1 | 5 | 4  | 17 | -13  |  | RSC Anderlecht             | 0-5 | 0-3 | 2-3 |     |

#### Coefficient UEFA
De par ses résultats dans cette Ligue des champions, le Paris SG acquiert des points pour son coefficient UEFA, utilisé lors des tirages au sort des compétitions de l'UEFA.
| Rang 2014 | Rang 2013 | Évolution | Club              | 2009-2010 | 2010-2011 | 2011-2012 | 2012-2013 | 2013-2014 | Coefficient |
| --------- | --------- | --------- | ----------------- | --------- | --------- | --------- | --------- | --------- | ----------- |
| 1         | 1         | =         | FC Barcelone      | 30,585    | 36,642    | 34,171    | 27,542    | 28,114    | 157,056     |
| 2         | 2         | =         | Bayern Munich     | 30,616    | 24,133    | 33,050    | 36,585    | 29,942    | 154,328     |
| 3         | 4         | +1        | Real Madrid       | 22,585    | 33,642    | 36,171    | 29,542    | 32,114    | 154,056     |
|           |           |           |                   |           |           |           |           |           |             |
| 14        | 15        | -1        | Schalke 04        | 3,616     | 30,133    | 20,050    | 22,585    | 18,942    | 95,328      |
| 15        | 31        | +16       | Borussia Dortmund | 3,616     | 10,133    | 10,050    | 33,585    | 24,942    | 82,328      |
| 16        | 19        | +3        | Paris SG          | 3,000     | 14,150    | 9,100     | 27,350    | 26,700    | 80,300      |
| 17        | 20        | +3        | Juventus de Turin | 18,085    | 8,314     | 2,271     | 25,883    | 24,800    | 79,354      |
| 18        | 13        | -5        | Chakhtar Donetsk  | 11,160    | 26,016    | 9,550     | 18,900    | 11,400    | 77,026      |

## Joueurs et encadrement technique

### Encadrement technique

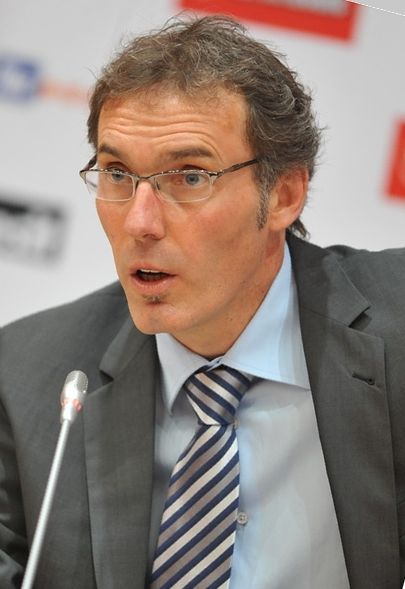
Laurent Blanc.

L'équipe est entraînée par Laurent Blanc. Entraîneur de 47 ans, il a été formé au Montpellier HSC et y a commencé sa carrière de joueur professionnel. Il joue la suite de sa carrière dans huit autres clubs : le SSC Naples, le Nîmes Olympique, l'AS Saint-Étienne, l'AJ Auxerre, le FC Barcelone, l'Olympique de Marseille, l'Inter Milan et Manchester United. En parallèle, il remporte avec l'équipe de France la coupe du monde de 1998 ainsi que l'Euro 2000. Il commence sa carrière d'entraîneur en 2007 avec les Girondins de Bordeaux. Pour sa première saison, il obtient une deuxième place qui lui vaut le Trophée UNFP du meilleur entraîneur. Il fait le doublé coupe de la Ligue-championnat en 2009, puis atteint les quarts de finale de la Ligue des champions en 2010. Il devient ensuite sélectionneur de l'équipe de France pendant deux ans. Il atteint les quarts de finale le l'Euro 2012,. Après une année de repos, il rejoint le PSG en 2013.

### Statistiques collectives
| Compétition           | Débute au tour   | Termine        | Matches joués | Gagnés | Nuls | Perdus | Buts pour | Buts contre | Différence |
| --------------------- | ---------------- | -------------- | ------------- | ------ | ---- | ------ | --------- | ----------- | ---------- |
| Trophée des champions | -                | Vainqueur      | 1             | 1      | 0    | 0      | 2         | 1           | +1         |
| Ligue 1               | -                | Vainqueur      | 38            | 27     | 8    | 3      | 84        | 23          | +61        |
| Coupe de France       | 1/32 de finale   | 1/16 de finale | 2             | 1      | 0    | 1      | 6         | 4           | +2         |
| Coupe de la Ligue     | 1/8 de finale    | Vainqueur      | 4             | 4      | 0    | 0      | 9         | 4           | +5         |
| Ligue des champions   | Phase de groupes | 1/4 de finale  | 10            | 7      | 1    | 2      | 25        | 9           | +16        |
| Total                 | -                | -              | 55            | 40     | 9    | 6      | 126       | 41          | +85        |

### Statistiques individuelles
(Mis à jour le 17 mai 2014)
| Numéro | Nat. | Nom          | Championnat | Championnat | Championnat    | Championnat | Championnat  | Ligue des champions | Ligue des champions | Ligue des champions | Ligue des champions | Ligue des champions | Coupe de France | Coupe de France | Coupe de France | Coupe de France | Coupe de France | Coupe de la Ligue | Coupe de la Ligue | Coupe de la Ligue | Coupe de la Ligue | Coupe de la Ligue | Trophée des Champions | Trophée des Champions | Trophée des Champions | Trophée des Champions | Trophée des Champions | Total | Total       | Total          | Total  | Total        |
| Numéro | Nat. | Nom          | M.j.        | But inscrit | Passe décisive | Averti      | Carton rouge | M.j.                | But inscrit         | Passe décisive      | Averti              | Carton rouge        | M.j.            | But inscrit     | Passe décisive  | Averti          | Carton rouge    | M.j.              | But inscrit       | Passe décisive    | Averti            | Carton rouge      | M.j.                  | But inscrit           | Passe décisive        | Averti                | Carton rouge          | M.j.  | But inscrit | Passe décisive | Averti | Carton rouge |
| ------ | ---- | ------------ | ----------- | ----------- | -------------- | ----------- | ------------ | ------------------- | ------------------- | ------------------- | ------------------- | ------------------- | --------------- | --------------- | --------------- | --------------- | --------------- | ----------------- | ----------------- | ----------------- | ----------------- | ----------------- | --------------------- | --------------------- | --------------------- | --------------------- | --------------------- | ----- | ----------- | -------------- | ------ | ------------ |
| 1      |      | Douchez      | 1           | 0           | 0              | 0           | 0            | 0                   | 0                   | 0                   | 0                   | 0                   | 2               | 0               | 0               | 0               | 0               | 3                 | 0                 | 0                 | 0                 | 0                 | 0                     | 0                     | 0                     | 0                     | 0                     | 6     | 0           | 0              | 0      | 0            |
| 2      |      | Silva        | 28          | 3           | 0              | 1           | 0            | 7                   | 0                   | 0                   | 0                   | 0                   | 2               | 0               | 0               | 1               | 0               | 4                 | 0                 | 0                 | 0                 | 0                 | 1                     | 0                     | 0                     | 0                     | 0                     | 42    | 3           | 0              | 2      | 0            |
| 4      |      | Cabaye       | 15          | 0           | 1              | 2           | 0            | 4                   | 1                   | 1                   | 0                   | 0                   | 0               | 0               | 0               | 0               | 0               | 2                 | 0                 | 0                 | 0                 | 0                 | 0                     | 0                     | 0                     | 0                     | 0                     | 21    | 1           | 2              | 2      | 0            |
| 5      |      | Marquinhos   | 21          | 2           | 0              | 3           | 0            | 8                   | 3                   | 1                   | 0                   | 0                   | 1               | 0               | 0               | 0               | 0               | 2                 | 0                 | 0                 | 0                 | 0                 | 0                     | 0                     | 0                     | 0                     | 0                     | 32    | 5           | 1              | 3      | 0            |
| 6      |      | Camara       | 6           | 0           | 0              | 0           | 0            | 4                   | 0                   | 0                   | 0                   | 0                   | 0               | 0               | 0               | 0               | 0               | 1                 | 0                 | 0                 | 0                 | 0                 | 0                     | 0                     | 0                     | 0                     | 0                     | 11    | 0           | 0              | 0      | 0            |
| 7      |      | Ménez        | 16          | 2           | 0              | 2           | 0            | 4                   | 0                   | 1                   | 1                   | 0                   | 2               | 0               | 0               | 0               | 0               | 4                 | 0                 | 1                 | 0                 | 0                 | 0                     | 0                     | 0                     | 0                     | 0                     | 26    | 2           | 2              | 3      | 0            |
| 8      |      | Motta        | 32          | 3           | 2              | 7           | 1            | 9                   | 2                   | 3                   | 2                   | 0                   | 2               | 1               | 1               | 0               | 0               | 3                 | 0                 | 0                 | 0                 | 0                 | 1                     | 0                     | 0                     | 1                     | 0                     | 47    | 6           | 6              | 10     | 1            |
| 9      |      | Cavani       | 30          | 16          | 1              | 2           | 0            | 8                   | 4                   | 0                   | 3                   | 0                   | 2               | 1               | 1               | 0               | 0               | 3                 | 4                 | 1                 | 1                 | 0                 | 0                     | 0                     | 0                     | 0                     | 0                     | 43    | 25          | 3              | 6      | 0            |
| 10     |      | Ibrahimović  | 33          | 26          | 11             | 7           | 0            | 8                   | 10                  | 0                   | 0                   | 0                   | 2               | 3               | 1               | 0               | 0               | 2                 | 2                 | 0                 | 0                 | 0                 | 1                     | 0                     | 1                     | 0                     | 0                     | 46    | 41          | 13             | 7      | 0            |
| 13     |      | Alex         | 31          | 2           | 0              | 6           | 0            | 7                   | 0                   | 0                   | 2                   | 0                   | 1               | 0               | 0               | 0               | 0               | 2                 | 0                 | 0                 | 0                 | 0                 | 1                     | 1                     | 0                     | 0                     | 0                     | 42    | 3           | 0              | 8      | 0            |
| 14     |      | Matuidi      | 36          | 5           | 1              | 4           | 0            | 9                   | 1                   | 3                   | 2                   | 0                   | 2               | 0               | 1               | 1               | 0               | 4                 | 1                 | 0                 | 0                 | 0                 | 1                     | 0                     | 0                     | 1                     | 0                     | 52    | 7           | 5              | 8      | 0            |
| 17     |      | Maxwell      | 24          | 3           | 2              | 2           | 0            | 8                   | 0                   | 1                   | 1                   | 0                   | 1               | 0               | 1               | 0               | 0               | 2                 | 0                 | 1                 | 1                 | 0                 | 1                     | 0                     | 0                     | 0                     | 0                     | 36    | 3           | 5              | 4      | 0            |
| 21     |      | Digne        | 15          | 0           | 1              | 3           | 0            | 2                   | 0                   | 1                   | 0                   | 0                   | 1               | 0               | 1               | 0               | 0               | 2                 | 0                 | 0                 | 0                 | 0                 | 0                     | 0                     | 0                     | 0                     | 0                     | 20    | 0           | 3              | 3      | 0            |
| 22     |      | Lavezzi      | 32          | 9           | 0              | 2           | 0            | 10                  | 2                   | 2                   | 0                   | 0                   | 1               | 1               | 0               | 0               | 0               | 4                 | 0                 | 0                 | 1                 | 0                 | 1                     | 0                     | 0                     | 0                     | 0                     | 48    | 12          | 2              | 3      | 0            |
| 23     |      | van der Wiel | 25          | 0           | 3              | 2           | 0            | 6                   | 0                   | 4                   | 3                   | 0                   | 2               | 0               | 0               | 0               | 0               | 2                 | 0                 | 0                 | 0                 | 0                 | 0                     | 0                     | 0                     | 0                     | 0                     | 35    | 0           | 7              | 5      | 0            |
| 24     |      | Verratti     | 29          | 0           | 4              | 10          | 0            | 8                   | 0                   | 1                   | 3                   | 1                   | 1               | 0               | 0               | 0               | 0               | 4                 | 0                 | 1                 | 2                 | 0                 | 1                     | 0                     | 0                     | 0                     | 0                     | 43    | 0           | 6              | 15     | 1            |
| 25     |      | Rabiot       | 25          | 2           | 0              | 2           | 0            | 6                   | 0                   | 0                   | 2                   | 0                   | 1               | 0               | 0               | 0               | 0               | 2                 | 1                 | 0                 | 0                 | 0                 | 0                     | 0                     | 0                     | 0                     | 0                     | 34    | 3           | 0              | 4      | 0            |
| 26     |      | Jallet       | 13          | 0           | 0              | 0           | 0            | 3                   | 0                   | 1                   | 1                   | 0                   | 0               | 0               | 0               | 0               | 0               | 1                 | 0                 | 0                 | 0                 | 0                 | 1                     | 0                     | 0                     | 0                     | 0                     | 18    | 0           | 1              | 1      | 0            |
| 27     |      | Pastore      | 29          | 1           | 3              | 2           | 0            | 6                   | 1                   | 0                   | 0                   | 0                   | 2               | 0               | 0               | 0               | 0               | 3                 | 1                 | 1                 | 0                 | 0                 | 1                     | 0                     | 0                     | 0                     | 0                     | 41    | 3           | 4              | 2      | 0            |
| 29     |      | Lucas        | 36          | 5           | 10             | 2           | 0            | 10                  | 0                   | 1                   | 1                   | 0                   | 2               | 0               | 0               | 0               | 0               | 4                 | 0                 | 2                 | 0                 | 0                 | 1                     | 0                     | 1                     | 0                     | 0                     | 53    | 5           | 14             | 3      | 0            |
| 30     |      | Sirigu       | 37          | 0           | 0              | 0           | 0            | 10                  | 0                   | 0                   | 0                   | 0                   | 0               | 0               | 0               | 0               | 0               | 1                 | 0                 | 0                 | 0                 | 0                 | 1                     | 0                     | 0                     | 0                     | 0                     | 49    | 0           | 0              | 0      | 0            |
| 35     |      | Ongenda      | 6           | 0           | 1              | 1           | 0            | 0                   | 0                   | 0                   | 0                   | 0                   | 1               | 0               | 0               | 0               | 0               | 0                 | 0                 | 0                 | 0                 | 0                 | 1                     | 1                     | 0                     | 0                     | 0                     | 8     | 1           | 1              | 1      | 0            |
| 37     |      | Traoré       | 0           | 0           | 0              | 0           | 0            | 1                   | 0                   | 0                   | 0                   | 0                   | 0               | 0               | 0               | 0               | 0               | 0                 | 0                 | 0                 | 0                 | 0                 | 0                     | 0                     | 0                     | 0                     | 0                     | 1     | 0           | 0              | 0      | 0            |
| 38     |      | Coman        | 2           | 0           | 0              | 0           | 0            | 0                   | 0                   | 0                   | 0                   | 0                   | 0               | 0               | 0               | 0               | 0               | 0                 | 0                 | 0                 | 0                 | 0                 | 1                     | 0                     | 0                     | 0                     | 0                     | 3     | 0           | 0              | 0      | 0            |

### Joueurs prêtés
| Nat. | Nom                      | Club en prêt          | Compétition | Championnat | Championnat | Championnat | Championnat  | Coupes nationales | Coupes nationales | Coupes nationales | Coupes nationales | Total | Total | Total  | Total        |
| Nat. | Nom                      | Club en prêt          | Compétition | MJ          | B           | Averti      | Carton rouge | MJ                | B                 | Averti            | Carton rouge      | MJ    | B     | Averti | Carton rouge |
| ---- | ------------------------ | --------------------- | ----------- | ----------- | ----------- | ----------- | ------------ | ----------------- | ----------------- | ----------------- | ----------------- | ----- | ----- | ------ | ------------ |
|      | Alphonse Areola          | RC Lens               | Ligue 2     | 35          | 0           | 0           | 0            | 1                 | 0                 | 0                 | 0                 | 36    | 0     | 0      | 0            |
|      | Clément Chantôme         | Toulouse FC           | Ligue 1     | 27          | 2           | 3           | 1            | 1                 | 0                 | 0                 | 0                 | 28    | 2     | 3      | 1            |
|      | Jean-Christophe Bahebeck | Valenciennes FC       | Ligue 1     | 19          | 2           | 2           | 0            | 2                 | 0                 | 0                 | 0                 | 21    | 2     | 2      | 0            |
|      | Youssouf Sabaly          | Évian Thonon Gaillard | Ligue 1     | 36          | 0           | 2           | 0            | 3                 | 0                 | 0                 | 0                 | 39    | 0     | 2      | 0            |
|      | Antoine Conte            | Stade de Reims        | Ligue 1     | 7           | 0           | 0           | 0            | 1                 | 0                 | 0                 | 0                 | 8     | 0     | 0      | 0            |
|      | Jordan Ikoko             | US Créteil-Lusitanos  | Ligue 2     | 26          | 0           | 2           | 0            | 4                 | 0                 | 0                 | 0                 | 30    | 0     | 2      | 0            |

### Récompenses et distinctions
Au cours de la saison 2013-2014, l'Union nationale des footballeurs professionnels (UNFP) récompense chaque mois le meilleur joueur du championnat de France. Après une sélection de trois joueurs choisis par les médias sportifs, le public élit le joueur du mois avec des votes par SMS ou par Internet. Deux parisiens ont été élus Joueur du mois pendant cette saison, il s'agit de Marco Verratti en septembre 2013 et de Zlatan Ibrahimović, par deux fois, en janvier 2014 et février 2014.

### Joueurs en sélection nationale

#### Équipe de France
Parmi 11 joueurs français, trois parisiens sont sélectionnés en équipe de France cette saison : Blaise Matuidi, Yohan Cabaye et Lucas Digne.
| Joueurs        | Position  |    |    |    |    |    |    |
| Blaise Matuidi | Milieu    | 90 | 28 | 70 | 90 | 90 | 90 |
| Yohan Cabaye   | Milieu    | -  | 82 | 20 | -  | 90 | 90 |
| Lucas Digne    | Défenseur | -  | -  | -  | -  | -  | 45 |

- Matchs durant lesquels le joueur n'appartenait pas au Paris Saint-Germain

#### Sélections étrangères
| Nom psg              | Éliminatoires Coupe du monde | Éliminatoires Coupe du monde | Éliminatoires Coupe du monde | Éliminatoires Coupe du monde | Matchs amicaux | Matchs amicaux | Matchs amicaux | Matchs amicaux | Total | Total       | Total  | Total        |
| Nom psg              | MJ                           | But inscrit                  | Averti                       | Carton rouge                 | MJ             | But inscrit    | Averti         | Carton rouge   | MJ    | But inscrit | Averti | Carton rouge |
| -------------------- | ---------------------------- | ---------------------------- | ---------------------------- | ---------------------------- | -------------- | -------------- | -------------- | -------------- | ----- | ----------- | ------ | ------------ |
| Maxwell              | 0                            | 0                            | 0                            | 0                            | 7              | 0              | 0              | 0              | 7     | 0           | 0      | 0            |
| Zlatan Ibrahimovic   | 5                            | 4                            | 1                            | 0                            | 1              | 3              | 0              | 0              | 6     | 7           | 1      | 0            |
| Edinson Cavani       | 0                            | 0                            | 0                            | 0                            | 6              | 3              | 1              | 0              | 6     | 3           | 1      | 0            |
| Thiago Motta         | 0                            | 0                            | 0                            | 0                            | 2              | 0              | 1              | 0              | 5     | 0           | 1      | 0            |
| Ezequiel Lavezzi     | 0                            | 0                            | 0                            | 0                            | 4              | 2              | 0              | 0              | 4     | 2           | 0      | 0            |
| Thiago Silva         | 0                            | 0                            | 0                            | 0                            | 4              | 1              | 0              | 0              | 4     | 1           | 0      | 0            |
| Lucas                | 0                            | 0                            | 0                            | 0                            | 4              | 0              | 0              | 0              | 4     | 0           | 0      | 0            |
| Marquinhos           | 0                            | 0                            | 0                            | 0                            | 1              | 0              | 0              | 0              | 1     | 0           | 0      | 0            |
| Salvatore Sirigu     | 0                            | 0                            | 0                            | 0                            | 1              | 0              | 0              | 0              | 1     | 0           | 0      | 0            |
| Gregory van der Wiel | 0                            | 0                            | 0                            | 0                            | 1              | 0              | 0              | 0              | 1     | 0           | 0      | 0            |
| Marco Verratti       | 0                            | 0                            | 0                            | 0                            | 1              | 0              | 0              | 0              | 1     | 0           | 0      | 0            |

## Tactique
La tactique du Paris-Saint-Germain est différente par rapport à celle de Carlo Ancelotti. En effet, Laurent Blanc privilège un dispositif en 4-3-3 pour avoir la possession du ballon en effectuant énormément de passes.

Laurent Blanc met également en place un milieu « à trois » qui est très complémentaire. L'italien Thiago Motta est chargé de ratisser les ballons alors que Blaise Matuidi se base plus vers la projection vers l'avant, tandis que Marco Verratti s'occupe de la distribution de longs et précis ballons. Zlatan Ibrahimović vient se rajouter au milieu de terrain quand il « dézone » en position de meneur axial ce qui lui permet de donner de bons ballons à ses collègues Edinson Cavani ou encore Thiago Silva. Le Suédois est donc le maître du dispositif tactique de l'entraîneur parisien, en occupant le poste de numéro 9 mais aussi du numéro 10.

Ce milieu de terrain est même considéré parfois comme l'un des meilleurs d'Europe

### Équipe type
Laurent Blanc conserve la majeure partie des joueurs d'Ancelotti dans son équipe type.
Le gardien titulaire est l'international italien Salvatore Sirigu.

La charnière centrale est composée de Thiago Silva qui garde le brassard de capitaine, et de Alex. Le rôle de latéral gauche est confié à Maxwell tandis que Gregory van der Wiel  occupe le côté droit.

Le milieu de terrain est composé exclusivement d'internationaux : des Italiens Thiago Motta et Marco Verratti et du Français Blaise Matuidi
 
En attaque, le côté droit est confié à Edinson Cavani alors que son ancien coéquipier napolitain Ezequiel Lavezzi occupe le côté gauche. Dans l'axe on retrouve le Suédois Zlatan Ibrahimović.
(Mis à jour le 17 mai 2014)
| \| No. \| Pos. \| Joueur \| Titulaire \| Notes \| \| --- \| ---- \| -------------------- \| --------- \| ------------------------------- \| \| 30 \| GB \| Salvatore Sirigu \| 49 \| Douchez a 6 titularisations \| \| 2 \| DC \| Thiago Silva \| 41 \| Marquinhos a 30 titularisations \| \| 13 \| DC \| Alex \| 42 \| Camara a 4 titularisations \| \| 23 \| DD \| Gregory van der Wiel \| 34 \| Jallet a 18 titularisations \| \| 17 \| DG \| Maxwell \| 35 \| Digne a 20 titularisations \| \| 8 \| MD \| Thiago Motta \| 46 \| Cabaye a 10 titularisations \| \| 24 \| MR \| Marco Verratti \| 36 \| Rabiot a 17 titularisations \| \| 14 \| MR \| Blaise Matuidi \| 40 \| Pastore a 23 titularisations \| \| 9 \| AiD \| Edinson Cavani \| 37 \| Lucas a 30 titularisations \| \| 22 \| AiG \| Ezequiel Lavezzi \| 36 \| Ménez a 10 titularisations \| \| 10 \| AC \| Zlatan Ibrahimović \| 44 \| Ongenda a 2 titularisations \| | Sirigu Silva (C) Alex van der Wiel Maxwell Motta Verratti Matuidi Cavani Lavezzi Ibrahimović |                      |           |                                 |
| No. | Pos.                                                                                         | Joueur               | Titulaire | Notes                           |
| 30 | GB                                                                                           | Salvatore Sirigu     | 49        | Douchez a 6 titularisations     |
| 2 | DC                                                                                           | Thiago Silva         | 41        | Marquinhos a 30 titularisations |
| 13 | DC                                                                                           | Alex                 | 42        | Camara a 4 titularisations      |
| 23 | DD                                                                                           | Gregory van der Wiel | 34        | Jallet a 18 titularisations     |
| 17 | DG                                                                                           | Maxwell              | 35        | Digne a 20 titularisations      |
| 8 | MD                                                                                           | Thiago Motta         | 46        | Cabaye a 10 titularisations     |
| 24 | MR                                                                                           | Marco Verratti       | 36        | Rabiot a 17 titularisations     |
| 14 | MR                                                                                           | Blaise Matuidi       | 40        | Pastore a 23 titularisations    |
| 9 | AiD                                                                                          | Edinson Cavani       | 37        | Lucas a 30 titularisations      |
| 22 | AiG                                                                                          | Ezequiel Lavezzi     | 36        | Ménez a 10 titularisations      |
| 10 | AC                                                                                           | Zlatan Ibrahimović   | 44        | Ongenda a 2 titularisations     |

## Affluence et télévision

### Affluence
Affluence du Paris SG à domicile

### Retransmission télévisée
Lors de la saison 2013-2014 de Ligue 1, comme lors de la saison précédente, la Ligue de football professionnel (LFP) a choisi de prendre exemple sur les championnats étrangers et d'étaler les matchs sur les trois jours du week-end et sur plusieurs tranches horaires. Ainsi la journée de championnat débutera le vendredi soir à 21 h, un match sera diffusé samedi à 17 h, puis quatre matchs à 19 h et un à 21 h, enfin un match sera diffusé à 14 h le dimanche, puis un à 17 h et enfin un à 21 h.
De plus, l'apparition de nouveaux investisseurs (beIN Sport du groupe Al Jazeera) est venu bouleverser les habitudes des diffuseurs français. Ainsi le groupe Canal+ qui était le diffuseur majoritaire de la Ligue 1 avant 2012 verse désormais 420 millions d'euros de droits télévisuels à la LFP pour les matchs du dimanche soir qui seront à vingt-deux reprises les plus belles affiches de la journée, les matchs du samedi à 17h et les magazines footballistiques (Jour de foot, Canal Football Club, une nouvelle émission diffusée le vendredi soir et Total Ligue 1 diffusé le lundi). De son côté la chaine qatarie va débourser 150 millions d'euros pour le match du vendredi soir et du samedi qui seront à seize reprises les plus belles affiches de la journée, les matchs du dimanche à 14 h et à 17 h, et les quatre matchs restant le samedi à 19h en offre pay per view.
Les droits télévisés seront versés par la LFP au Paris SG au terme de la saison. À une part fixe qui revient de droit à chaque club de l'élite, sera ajoutée une partie variable qui est calculée à partir des résultats sportifs et de la notoriété de l'équipe.

## Équipe réserve
L'équipe réserve du PSG sert de tremplin vers le groupe professionnel pour les jeunes du centre de formation ainsi que de recours pour les joueurs de retour de blessure ou en manque de temps de jeu. Elle est entraînée par David Bechkoura.
Pour la saison 2013-2014, elle évolue dans le groupe A du championnat de France amateur, soit le quatrième niveau de la hiérarchie du football en France.
| Rang | Équipe                   | Pts | J  | G  | N | P  | Bp | Bc | Diff |
| ---- | ------------------------ | --- | -- | -- | - | -- | -- | -- | ---- |
| 7    | US Ivry                  | 69  | 28 | 11 | 8 | 9  | 37 | 37 | 0    |
| 8    | AC Amiens                | 66  | 28 | 11 | 5 | 12 | 29 | 28 | +1   |
| 9    | Paris Saint-Germain rés. | 66  | 28 | 10 | 8 | 10 | 34 | 35 | -1   |
| 10   | US quevillaise           | 66  | 28 | 11 | 5 | 12 | 32 | 28 | +4   |
| 11   | RC Lens rés.             | 65  | 28 | 10 | 7 | 11 | 33 | 33 | 0    |
|      |                          |     |    |    |   |    |    |    |      |

## Aspects économiques
En février 2013, Emirates, la compagnie aérienne basée à Dubaï, prolonge son partenariat avec le PSG en tant que sponsor maillot jusqu'en 2018 pour un montant de 125 millions d'euros soit 25 millions d'euros par an.
En septembre 2013, Ooredoo signe un partenariat avec le Paris Saint-Germain pour renommer le Camp des Loges en « Centre d'entraînement Ooredoo » pour un montant qui oscille entre 10 et 15 millions d'euros par an jusqu'en 2018.
En octobre 2013, l'équipementier américain Nike sponsor du PSG depuis 1989 prolonge son contrat jusqu'en 2019 pour un montant d'environ 30 millions d'euros(bonus compris) par an.